# 美国首府列表

紫色显示首府同时也是该州人口最多城市（根据2010年美国人口普查）

蓝色显示建制后曾经迁过首府的州

这是美国首都城市的列表，包括作为联邦、州、岛屿地区、领地、殖民地和印第安人的首府。美国政治体制实行的是宪政联邦共和制，《美国宪法》不仅确定联邦和州政府的结构，而且确立联邦和州政府的职权。根据宪法的规定，州政府不是联邦政府的下属；同时，各州都有独自的州宪法，享有高度的自主权，有独立的民选官员和政府机构，州长和总统之间不存在从属的关系，更多类似于合作伙伴的关系，相当于是一个独立的“小国”。
1800年至今，华盛顿哥伦比亚特区一直都是美国的联邦首都，每个美国州份也有自己的首府，海外属地同样如此。大多数州份加入合众国至今，并未改变首府城市，但在此之前的殖民地、领地、王国和共和国首都，通常发生过多次变更。此外，当前美国境内还有其他政府拥有自己的首都，如德克萨斯共和国、美洲原住民国内属国和其他未被承认的政府。

## 国家首都
下列图表标识城市的建筑物，曾经根据《美国宪法》的规定，作为美国的官方首都；或者，是在宪法正式批准生效之前，第二届大陆会议或邦联议会的所在地。根据宪法生效前《邦联条例》的规定，当时的美国没有永久首都。
美国宪法于1787年正式生效，赋予国会对某个地区行使“专有立法”的权力，该地区“由某些州让与合众国，经国会接受，充作合众国政府所在地（不超过10英里见方）的区域。” 1789年，第一届美国国会在纽约的联邦厅举行会议。 1790年，国会通过建都法案，将国家首都选定在波托马克河沿岸的一个地点，授权乔治·华盛顿总统动用10年时间完成建都，既是后来成为的华盛顿哥伦比亚特区； 华盛顿总统任命三名选址人员，授权他们选择建都的具体区域方位，并曾建议将首都称为“联邦市”，但三位选址人员决定将新都称为“华盛顿市”。1871年，国会通过《1871年哥伦比亚特区组织建制法案》，决定首都的正式名称为“哥伦比亚特区”，不过“华盛顿”的名称已经流传下来，而且名头比“哥伦比亚特区”更响亮，人们将首都称为“华盛顿”的习惯未改，于是两个名称并立而行，称为“华盛顿哥伦比亚特区”。
建设新首都的10年期间，费城成为美国的临时首都； 这段期间，国会在国会厅举行会议。 1800年11月17日，第六届美国国会在华盛顿特区正式召开。 自那以后，除了两次仪式性的会议之外，国会从未离开过华盛顿特区，其中一次是于1987年7月16日，在费城的独立厅召开会议，纪念宪法生效200周年； 另一次是于2002年9月6日，在纽约的联邦国家纪念堂召开会议，纪念911袭击事件发生的一周年。
| 城市               | 建筑物                   | 开始           | 结束           | 期间            | 参考                 |
| 第二届大陆会议     | 第二届大陆会议           | 第二届大陆会议 | 第二届大陆会议 | 第二届大陆会议  | 第二届大陆会议       |
| ------------------ | ------------------------ | -------------- | -------------- | --------------- | -------------------- |
| 費城               | 独立厅                   | 1776年7月4日   | 1776年12月12日 | 5个月8天        | [ 8 ]                |
| 巴爾的摩           | 亨利·菲特故居            | 1776年12月20日 | 1777年2月27日  | 2个月7天        | [ 9 ]                |
| 費城               | 独立厅                   | 1777年3月5日   | 1777年9月18日  | 6个月13天       | [ 10 ]               |
| 兰开斯特           | 法院大楼                 | 1777年9月27日  | 1777年9月27日  | 1天             | [ 10 ]               |
| 約克               | 法院大楼（今殖民地法院） | 1777年9月30日  | 1778年6月27日  | 8个月28天       | [ 10 ]               |
| 費城               | 宾夕法尼亚大学学院礼堂   | 1778年7月2日   | 1778年7月13日  | 11天            | [ 11 ] [ 12 ] [ 13 ] |
| 費城               | 独立厅                   | 1778年7月14日  | 1781年3月1日   | 2年7个月又15天  | [ 14 ]               |
| 邦联议会           |                          |                |                |                 |                      |
| 費城               | 独立厅                   | 1781年3月2日   | 1783年6月21日  | 2年3个月又19天  | [ 15 ]               |
| 普林斯頓           | 拿骚楼                   | 1783年6月30日  | 1783年11月4日  | 4个月5天        | [ 15 ]               |
| 安纳波利斯         | 馬里蘭州議會大廈         | 1783年11月26日 | 1784年8月19日  | 8个月24天       | [ 15 ]               |
| 特伦顿             | 法国武器酒馆             | 1784年11月1日  | 1784年12月24日 | 1个月23天       | [ 15 ]               |
| 纽约               | 联邦厅                   | 1785年1月11日  | 1788年10月6日  | 3年11个月又5天  | [ 15 ]               |
| 纽约               | 沃尔特·利文斯顿故居      | 1788年10月6日  | 1789年3月3日   | 4个月25天       | [ 15 ]               |
| 美国国会           |                          |                |                |                 |                      |
| 纽约               | 联邦厅                   | 1789年3月4日   | 1790年12月5日  | 1年9个月又1天   | [ 15 ]               |
| 費城               | 国会厅                   | 1790年12月6日  | 1800年5月14日  | 9年5个月又8天   | [ 15 ]               |
| 华盛顿哥伦比亚特区 | 美國國會大廈             | 1800年11月17日 | 1814年8月24日  | 13年9个月又7天  | [ 15 ]               |
| 华盛顿哥伦比亚特区 | 布洛吉特酒店             | 1814年9月19日  | 1815年12月7日  | 1年2个月又18天  | [ 18 ]               |
| 华盛顿哥伦比亚特区 | 老砖墙国会大厦           | 1815年12月4日  | 1819年3月3日   | 3年2个月又27天  | [ 19 ]               |
| 华盛顿哥伦比亚特区 | 美國國會大廈             | 1819年3月4日   | 现在           | 206年5个月又7天 | [ 20 ]               |

## 州首府
每个州都有一个首府作为其政府所在地。最初十三州中的10个州和其他15个州，至少更换过一次首府；最后一个搬迁首府的州，是1910年的俄克拉荷马州。在下列图表中，“起始”显示该城市开始作为州首府的年份；“MSA/μSA”和“CSA”显示该城市所属都市区域的人口，不应被解释为首府城市影响范围内的人口，或认为该城市是都会区域的支柱；浅黄色表示人口数据来源是小都市统计区域。
| 州份                     | 首府           | 起始   | 面积                       | 人口（2020年美国人口普查） | 人口（2020年美国人口普查） | 人口（2020年美国人口普查） | 州内城市排名 |
| 州份                     | 首府           | 起始   | 面积                       | 城市                       | MSA/µSA                    | CSA                        | 州内城市排名 |
| ------------------------ | -------------- | ------ | -------------------------- | -------------------------- | -------------------------- | -------------------------- | ------------ |
| 亚拉巴马州               | 蒙哥马利       | 1846年 | 159.8 sq mi（414 km2）     | 200,603                    | 386,047                    | 476,207                    | 3            |
| 阿拉斯加州               | 朱諾           | 1906年 | 2,716.7 sq mi（7,036 km2） | 32,255                     | 32,255                     |                            | 3            |
| 亞利桑那州               | 鳳凰城         | 1912年 | 517.6 sq mi（1,341 km2）   | 1,608,139                  | 4,845,832                  | 4,899,104                  | 1            |
| 阿肯色州                 | 小岩城         | 1821年 | 116.2 sq mi（301 km2）     | 202,591                    | 748,031                    | 912,604                    | 1            |
| 加利福尼亚州             | 沙加緬度       | 1854年 | 97.9 sq mi（254 km2）      | 524,943                    | 2,397,382                  | 2,680,831                  | 6            |
| 科羅拉多州               | 丹佛           | 1867年 | 153.3 sq mi（397 km2）     | 715,522                    | 2,963,821                  | 3,623,560                  | 1            |
| 康乃狄克州               | 哈特福         | 1875年 | 17.3 sq mi（45 km2）       | 121,054                    | 1,213,531                  | 1,482,086                  | 4            |
| 特拉华州                 | 多佛           | 1777年 | 22.4 sq mi（58 km2）       | 39,403                     | 181,851                    | 7,379,700                  | 2            |
| 佛罗里达州               | 塔拉赫西       | 1824年 | 95.7 sq mi（248 km2）      | 196,169                    | 384,298                    |                            | 8            |
| 喬治亞州                 | 亚特兰大       | 1868年 | 133.5 sq mi（346 km2）     | 498,715                    | 6,089,815                  | 6,930,423                  | 1            |
| 夏威夷州                 | 檀香山         | 1845年 | 68.4 sq mi（177 km2）      | 350,964                    | 1,016,508                  |                            | 1            |
| 爱达荷州                 | 博伊西         | 1865年 | 63.8 sq mi（165 km2）      | 235,684                    | 764,718                    | 850,341                    | 1            |
| 伊利诺伊州               | 斯普林菲尔德   | 1837年 | 54.0 sq mi（140 km2）      | 114,394                    | 208,640                    | 308,523                    | 7            |
| 印第安纳州               | 印第安納波利斯 | 1825年 | 361.5 sq mi（936 km2）     | 887,642                    | 2,111,040                  | 2,492,514                  | 1            |
| 艾奥瓦州                 | 德梅因         | 1857年 | 75.8 sq mi（196 km2）      | 214,133                    | 709,466                    | 890,322                    | 1            |
| 堪薩斯州                 | 托皮卡         | 1856年 | 56.0 sq mi（145 km2）      | 126,587                    | 233,152                    |                            | 5            |
| 肯塔基州                 | 法兰克福       | 1792年 | 14.7 sq mi（38 km2）       | 28,602                     | 75,393                     | 746,045                    | 15           |
| 路易斯安那州             | 巴吞鲁日       | 1880年 | 76.8 sq mi（199 km2）      | 227,470                    | 870,569                    |                            | 2            |
| 缅因州                   | 奥古斯塔       | 1832年 | 55.4 sq mi（143 km2）      | 18,899                     | 123,642                    |                            | 10           |
| 马里兰州                 | 安纳波利斯     | 1694年 | 6.73 sq mi（17 km2）       | 40,812                     | 2,844,510                  | 9,973,383                  | 7            |
| 麻薩諸塞州               | 波士顿         | 1630年 | 89.6 sq mi（232 km2）      | 675,647                    | 4,941,632                  | 8,466,186                  | 1            |
| 密西根州                 | 兰辛           | 1847年 | 35.0 sq mi（91 km2）       | 112,644                    | 541,297                    |                            | 5            |
| 明尼蘇達州               | 圣保罗         | 1849年 | 52.8 sq mi（137 km2）      | 311,527                    | 3,690,261                  | 4,078,788                  | 2            |
| 密西西比州               | 杰克逊         | 1821年 | 104.9 sq mi（272 km2）     | 153,701                    | 591,978                    | 671,607                    | 1            |
| 密蘇里州                 | 杰斐逊城       | 1826年 | 27.3 sq mi（71 km2）       | 43,228                     | 150,309                    |                            | 15           |
| 蒙大拿州                 | 海伦娜         | 1875年 | 14.0 sq mi（36 km2）       | 32,091                     | 83,058                     |                            | 6            |
| 內布拉斯加州             | 林肯           | 1867年 | 74.6 sq mi（193 km2）      | 291,082                    | 340,217                    | 361,921                    | 2            |
| 内华达州                 | 卡森城         | 1861年 | 143.4 sq mi（371 km2）     | 58,639                     | 58,639                     | 657,958                    | 6            |
| 新罕布什尔州             | 康科德         | 1808年 | 64.3 sq mi（167 km2）      | 43,976                     | 153,808                    | 8,466,186                  | 3            |
| 新泽西州                 | 特伦顿         | 1784年 | 7.66 sq mi（20 km2）       | 90,871                     | 387,340                    | 23,582,649                 | 10           |
| 新墨西哥州               | 圣菲           | 1610年 | 37.3 sq mi（97 km2）       | 87,505                     | 154,823                    | 1,162,523                  | 4            |
| 纽约州                   | 奥尔巴尼       | 1797年 | 21.4 sq mi（55 km2）       | 99,224                     | 899,262                    | 1,190,727                  | 6            |
| 北卡罗来纳州             | 罗利           | 1792年 | 114.6 sq mi（297 km2）     | 467,665                    | 1,413,982                  | 2,106,463                  | 2            |
| 北达科他州               | 俾斯麥         | 1883年 | 26.9 sq mi（70 km2）       | 73,622                     | 133,626                    |                            | 2            |
| 俄亥俄州                 | 哥伦布         | 1816年 | 210.3 sq mi（545 km2）     | 905,748                    | 2,138,926                  | 2,544,048                  | 1            |
| 奧克拉荷馬州             | 奧克拉荷馬城   | 1910年 | 620.3 sq mi（1,607 km2）   | 681,054                    | 1,425,695                  | 1,498,149                  | 1            |
| 俄勒冈州                 | 塞勒姆         | 1855年 | 45.7 sq mi（118 km2）      | 175,535                    | 433,353                    | 3,280,736                  | 3            |
| 宾夕法尼亚州             | 哈里斯堡       | 1812年 | 8.11 sq mi（21 km2）       | 50,099                     | 591,712                    | 1,295,259                  | 9            |
| 羅德島州                 | 普罗维登斯     | 1900年 | 18.5 sq mi（48 km2）       | 190,934                    | 1,676,579                  | 8,466,186                  | 1            |
| 南卡罗来纳州             | 哥伦比亚       | 1786年 | 125.2 sq mi（324 km2）     | 136,632                    | 829,470                    | 951,412                    | 2            |
| 南达科他州               | 皮尔           | 1889年 | 13.0 sq mi（34 km2）       | 14,091                     | 20,745                     |                            | 9            |
| 田纳西州                 | 纳什维尔       | 1826年 | 525.9 sq mi（1,362 km2）   | 689,447                    | 1,989,519                  | 2,118,233                  | 1            |
| 德克萨斯州               | 奧斯汀         | 1839年 | 305.1 sq mi（790 km2）     | 961,855                    | 2,283,371                  |                            | 4            |
| 犹他州                   | 盐湖城         | 1858年 | 109.1 sq mi（283 km2）     | 199,723                    | 1,257,936                  | 2,701,129                  | 1            |
| 佛蒙特州                 | 蒙彼利埃       | 1805年 | 10.2 sq mi（26 km2）       | 8,074                      | 59,807                     | 285,369                    | 6            |
| 弗吉尼亚州               | 里士满         | 1780年 | 60.1 sq mi（156 km2）      | 226,610                    | 1,314,434                  |                            | 4            |
| 华盛顿州                 | 奧林匹亞       | 1853年 | 16.7 sq mi（43 km2）       | 55,605                     | 294,793                    | 4,953,421                  | 23           |
| 西維吉尼亞州             | 查尔斯顿       | 1885年 | 31.6 sq mi（82 km2）       | 48,864                     | 258,859                    | 779,969                    | 1            |
| 威斯康辛州               | 麦迪逊         | 1838年 | 68.7 sq mi（178 km2）      | 269,840                    | 680,796                    | 910,246                    | 2            |
| 怀俄明州                 | 夏延           | 1869年 | 21.1 sq mi（55 km2）       | 65,132                     | 100,512                    |                            | 1            |
| 参考资料：美国人口普查局 |                |        |                            |                            |                            |                            |              |

## 岛屿地区首府
島嶼地區是美国主权之下的属地，既不属于五十个州之一，也不属于哥伦比亚特区，以下列出拥有领地首府的岛屿地区。
| 岛屿地区       | 首府           | 起始   | 人口    | 说明 |
| -------------- | -------------- | ------ | ------- | --- |
| 美屬薩摩亞     | 帕果帕果       | 1899年 | 3,656   | 帕果帕果可以是指一个村庄，也可以是指一个村庄群，法加托戈就是其中之一，它是该地区宪法规定的中央政府所在地。                                                                                              |
| 關島           | 阿加尼亚       | 1898年 | 1,051   | 迪迪多是该地区最大的村庄。 |
| 北马里亚纳群岛 | 塞班岛         | 1947年 | 48,220  | 整个岛屿的面积为46平方英里（120平方），是作为单一的基層政體，因此一般会将整个塞班岛指定为自由邦的首都。除了位于苏苏佩的司法部门之外，大多数政府职能都设在卡皮托尔希尔。                                 |
| 波多黎各       | 圣胡安         | 1898年 | 395,326 | 圣胡安是美国最古老的持续有人居住的殖民地，最初被西班牙统治者称为“波多黎各城”，而该岛则被称为“圣胡安包蒂斯塔”（San Juan Bautista）；1521年，西班牙殖民政府将岛名改为“波多黎各”，其首府则改名为“圣胡安”。 |
| 美屬維爾京群島 | 夏洛特阿马利亚 | 1917年 | 18,481  | 美属维尔京群岛没有地方政府，夏洛特阿马利亚（位于圣托马斯岛）由属地政府直接管理。然而，它的边界由《维尔京群岛法典》定义，并被美国人口普查局认定为城镇。                                                  |

## 前国家首都
美国50个州中的两个州——夏威夷州和德克萨斯州，曾经是法律上的主权国家，并得到国际社会的外交承认。

### 夏威夷

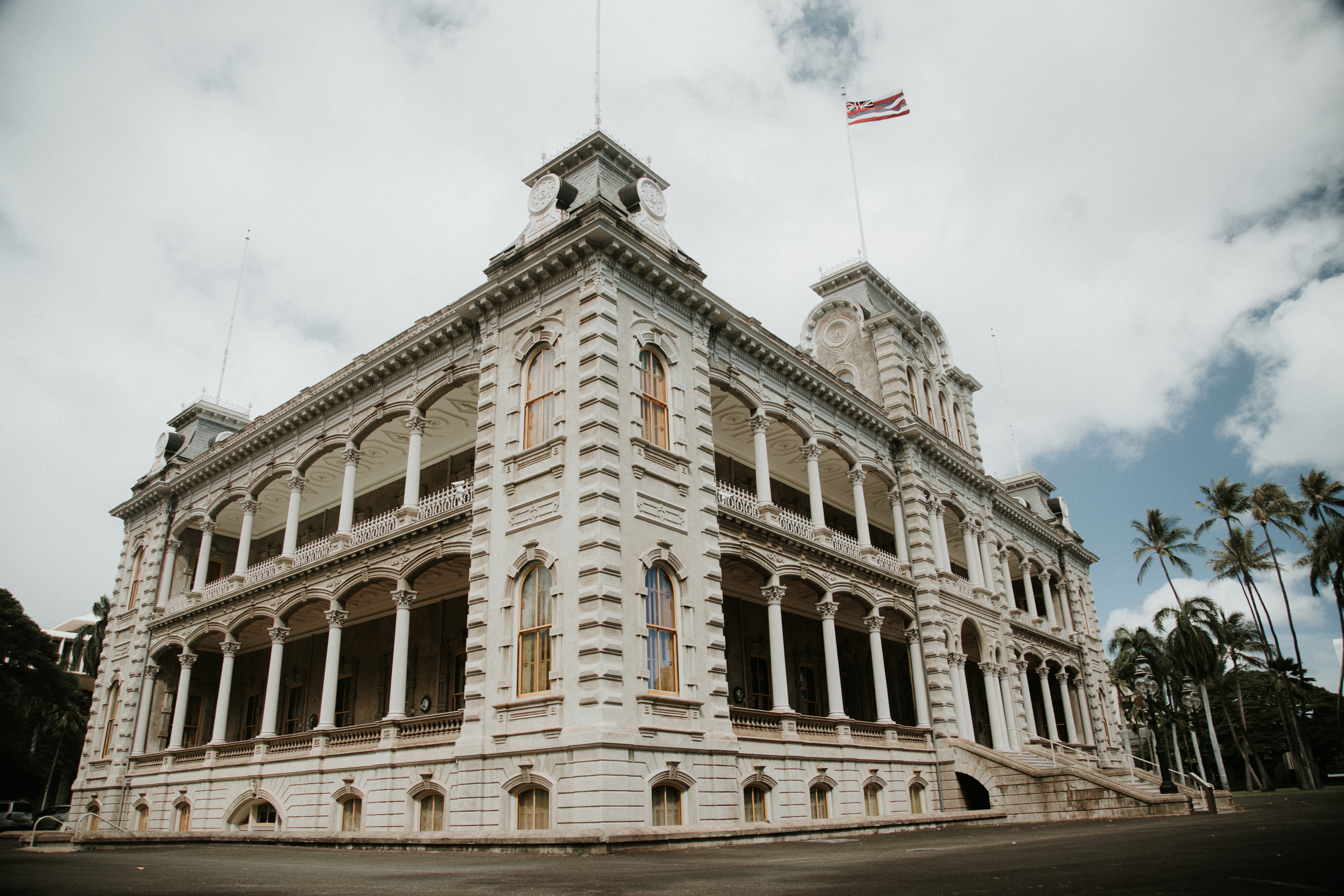
檀香山曾两次作为夏威夷的首府，现为夏威夷州首府

夏威夷在历史上作为一个主权国家（夏威夷王國，1795年至1893年；夏威夷共和國，1894年至1898年），有五个地点曾作为夏威夷的首都：
- 威基基，1795年至1796年
- 希洛，1796年至1803年
- 檀香山，1803年至1812年
- 凱盧阿科納，1812年至1820年
- 拉海納，1820年至1845年
- 檀香山，1845年至1898年

1898年美国吞并夏威夷，檀香山仍然是夏威夷的首府，首先是夏威夷領地（1900年至1959年），然后是夏威夷州首府（1959年开始）。

### 德克萨斯
德克萨斯在历史上作为一个主权国家（德克萨斯共和国，1836年至1845年），有七个地点曾作为德克萨斯州的首都：
- 華盛頓（英语：Washington, Texas）（今布拉索斯河畔華盛頓（英语：Washington-on-the-Brazos, Texas）），1836年
- 哈里斯堡（英语：Harrisburg, Houston）（今属于休斯敦的一部分），1836年
- 加爾維斯敦，1836年
- 贝拉斯科（英语：Velasco, Texas），1836年
- 西哥伦比亚（英语：West Columbia, Texas），1836年
- 休斯敦，1837年至1839年
- 奧斯汀，1839年至1845年

1845年美国吞并德克萨斯，奥斯汀仍然是德克萨斯州的首府。

## 印第安首府
有些美国原住民部落，尤其是文明五部落，用西方模式的宪法和首都来组织自己的属国。其他情况，例如易洛魁人拥有悠久的、前哥伦布时期的“国会”长屋传统，留存着贝壳串珠和火种作为议会记录，保持特殊的地位。由于它们与美国联邦政府有正式的政务往来，某种意义上可以视为被官方认可的首府。

### 切罗基族

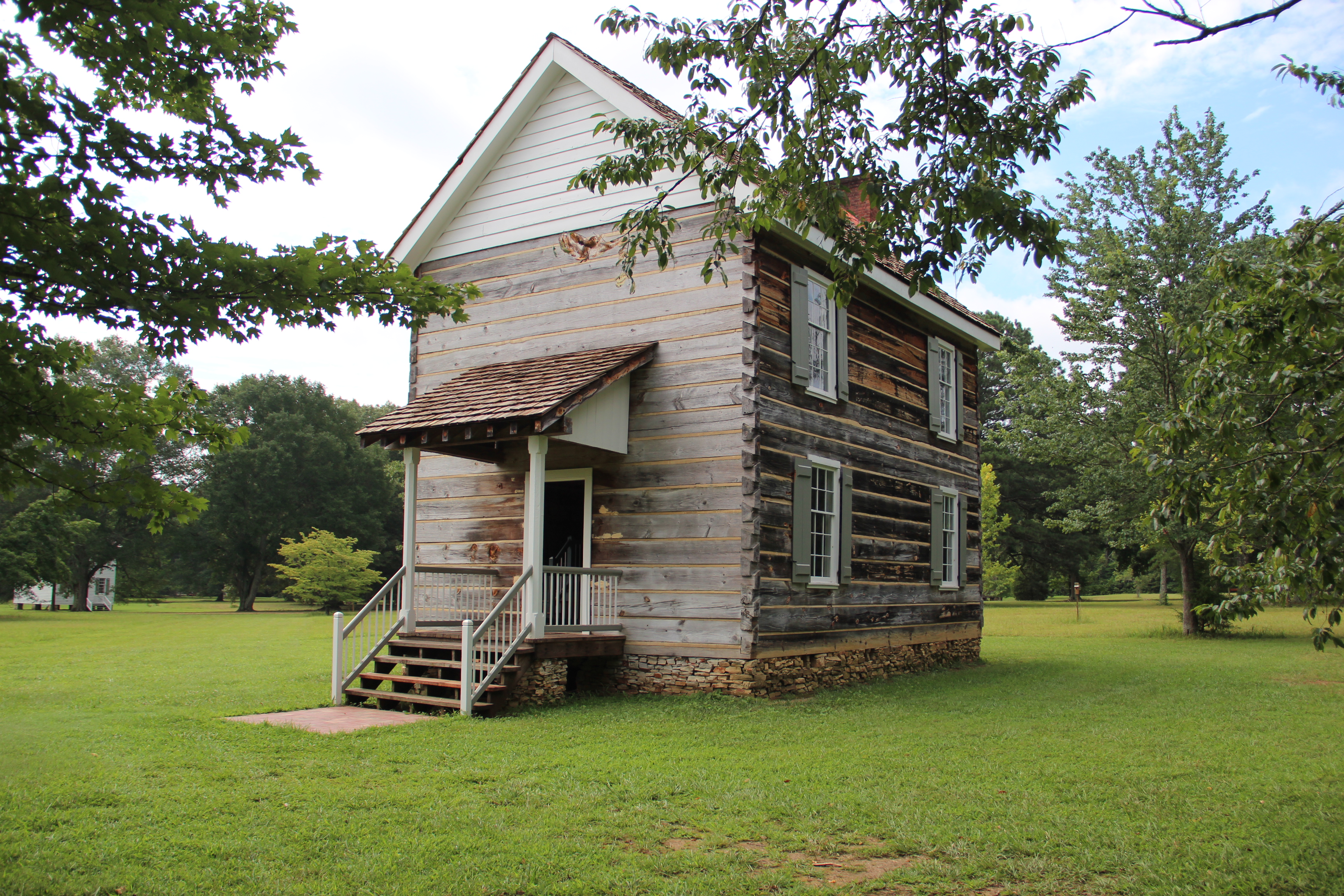
根据历史记载重建的新埃科塔议会厅

新埃科塔（1825年—1832年）
新埃科塔设立于1825年，位于现在喬治亞州卡尔霍恩附近，切罗基酋长梅杰·里奇在这里实现他的梦想和计划。梅杰·里奇选择在这个地点建设根据点，是因为它位于历史悠久的切罗基民族的中心位置，该民族横跨喬治亞州、北卡罗来纳州、田纳西州和阿拉巴马州的部分地区，而且它靠近科纳索加河和库萨瓦提河的交汇处。梅杰·里奇曾多次访问华盛顿特区和巴尔的摩，为此启发城镇的建构布局，同时也融入东南部礼仪复合体的传统特色。新埃科塔拥有议会大厦、最高法院、切罗基音节文字的出版报刊和几位民族宪法官员的官邸；成千上万的切罗基人会聚集在新埃科塔，参加一年一度的民族议会，在附近的河边露营，以及在空地举行长时间的跺脚舞，这是许多东南部美洲原住民的传统。
红土（1832年—1838年）
新埃科塔一直作为切罗基首府，直到1832年喬治亞州禁止美洲原住民大会，防止发生破坏国家的企图；因此，切罗基民族议会为逃避喬治亞州民兵的征讨，搬迁到喬治亞州和田纳西州边界的红土镇。红土镇拥有的小木屋、石灰岩泉水和公园般的树林，一直作为切罗基首府的所在地，直到切罗基族因为联邦政府实施《印第安人迁移法案》，而被迫迁至俄克拉荷马州印第安领地的眼泪之路。
塔勒夸（1839年—1907年、1938年—现在）
塔勒夸位于现今的俄克拉荷马州，在切罗基人被强制迁移以后，曾经是过去切罗基族的首府。切罗基族在美国内战结束后开始陷入动荡时期，由于愤怒和对从喬治亞州被驱逐的分歧，切罗基族也陷入内战。之后，切罗基族在塔勒夸用砖块建造一座新的议会大厦。这座建筑一直作为首府所在地，直到1907年通过《道斯法案》，最终解散切罗基族，塔勒夸成为俄克拉荷马州切罗基县的县治。切罗基民族政府于1938年重建，塔勒夸仍然是现今切罗基族的首府，也是切罗基印第安人联合基图瓦部落的首府。
切罗基（切罗基印第安人东部支系，20世纪—现在）
大约有400至800名切罗基人逃脱驱逐，因为他们居住在北卡罗来纳州烟雾山深处，位于奥科纳卢夫蒂河沿岸的一块隔离地带，这块土地后来在南方邦联上校威廉·霍兰德·托马斯的帮助下，购买成为切罗基人拥有和控制的土地。 直到20世纪，他们的后代组成东部切罗基印第安人部落，其首府位于北卡罗来纳州的切罗基，位于部落控制的夸拉边界。

### 穆斯科格（克里克）族
温泉城（约1837年—1866年）
克里克族从阿拉巴马州-佐治亚州的故乡迁出后，民族政府在温泉城附近召开会议，根据早前与联邦政府签署《库塞塔条约》，温泉城是克里克族的新领土。由于部分克里克族在美国内战中与南方邦联合作，联邦因此强制克里克族签署《杰克逊堡条约》和《华盛顿条约》，割让超过3,000,000英畝（1,200,000公頃）土地，占现在阿肯色州土地的一半面积。
奧克馬爾吉（1867年—1906年）
奧克馬爾吉在美国内战后曾经作为民族首府，它可能是以梅肯奥克马尔吉河附近的奥克马尔吉土丘命名，这是库萨和后来克里克人的主要城镇。奥克穆尔吉土丘于1821年根据《印第安泉条约》被非法割让，这里建有土丘，是东南部礼仪复合体的一部分；然而，克里克族在被迫迁移前，还有其他传统的“母城”。

### 易洛魁联盟
奧農達加（约1450年—现在）
易洛魁聯盟又名霍迪诺肖尼（意为“长屋人民”），是纽约州北部最初五个及后来六个易洛魁语言和文化民族之间的邦联。 当中包括塞尼卡族、卡尤加族、奧農達加族、奧奈達族、莫霍克族，以及1722年后加入的塔斯卡洛拉族。自1450年左右联盟成立以来，奧農達加族一直享有主办易洛魁大议会的特权，并享有火种和贝壳串珠守护者的地位；至今，他们仍然在奧農達加保留地的官方驻地，担任这些职务。 如今，六个长屋部落民族，分布在纽约州和加拿大安大略省的原住民保留地，他们至今仍保留着传统的议会形式，并宣称是“世界上最古老的代议制民主”。

#### 塞尼卡印第安民族
吉莫森镇（阿勒格尼保留地）、欧文（卡特罗格斯保留地）
塞尼卡族的属国成立于1848年，拥有两个首府城市，每两年轮换一次。吉莫森镇是于1960年代阿勒格尼水库建成后，才建立的首府；塞内卡人在斯廷堡还有一座行政长屋，但他们并不认为该地点是首府。

### 纳瓦霍族
温多罗克

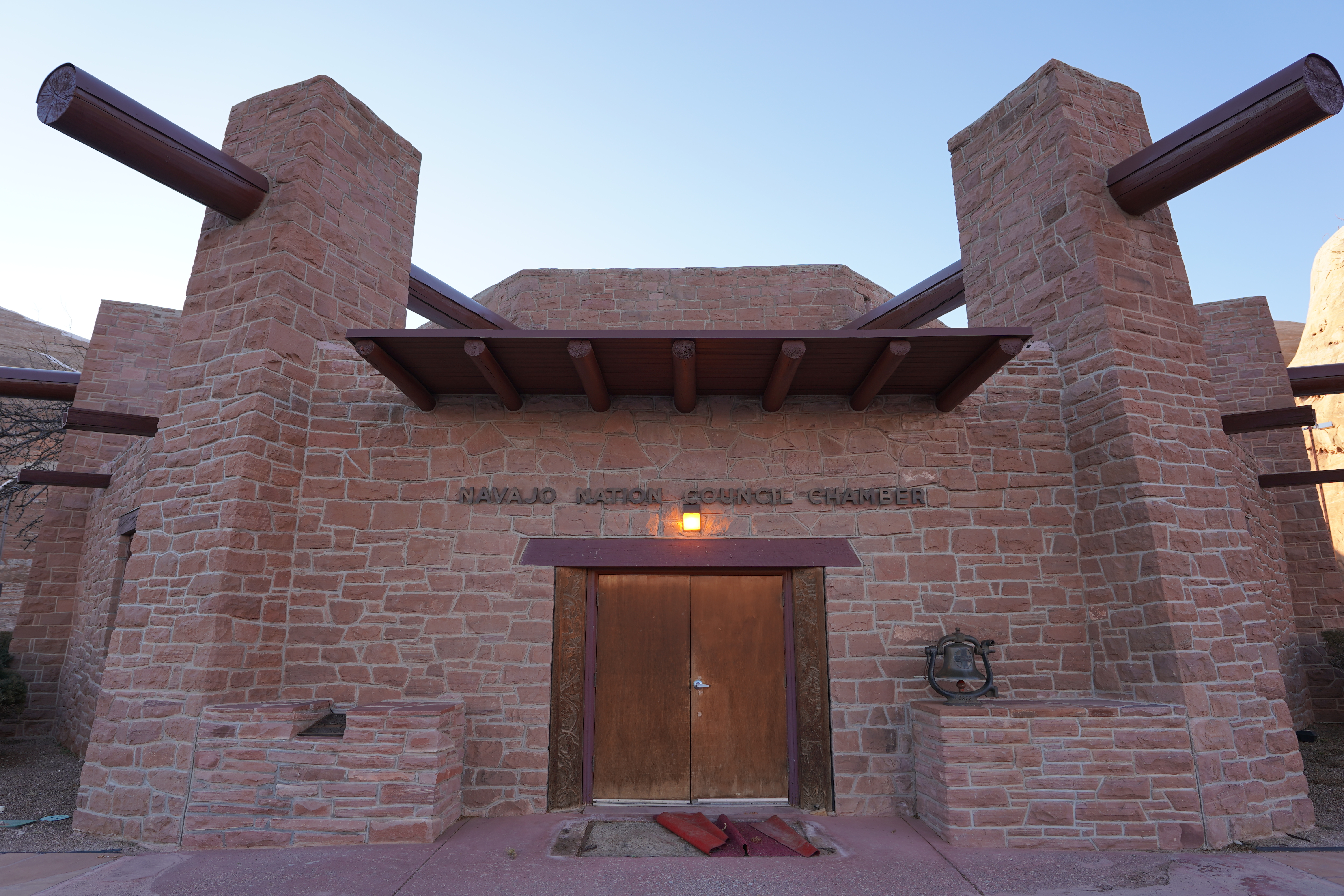
位于亚利桑那州温多罗克的纳瓦霍族议会厅是纳瓦霍族的政府中心

温多罗克（納瓦荷語：Tségháhoodzání）是一座位于亚利桑那州的小城市，从1936年至今，它是纳瓦霍族的首府和政府所在地。纳瓦霍族是北美最大的美洲原住民主权属国，它位于圣迈克尔斯分会的境内，毗邻亚利桑那州和新墨西哥州的州界。温多罗克是纳瓦霍民族政府的所在地，园区内有纳瓦霍族委员会、纳瓦霍族最高法院、纳瓦霍族总统和副总统办公室，以及许多纳瓦霍民族政府的办公大楼。

## 不被承认的国家首都
在美国目前的边界内，有一些自行宣告成立的国家，它们未被正式承认为合法独立的主权实体；然而，这些国家在其存在期间，确实对其所在地区拥有事实上的控制权。

### 英属美洲殖民地

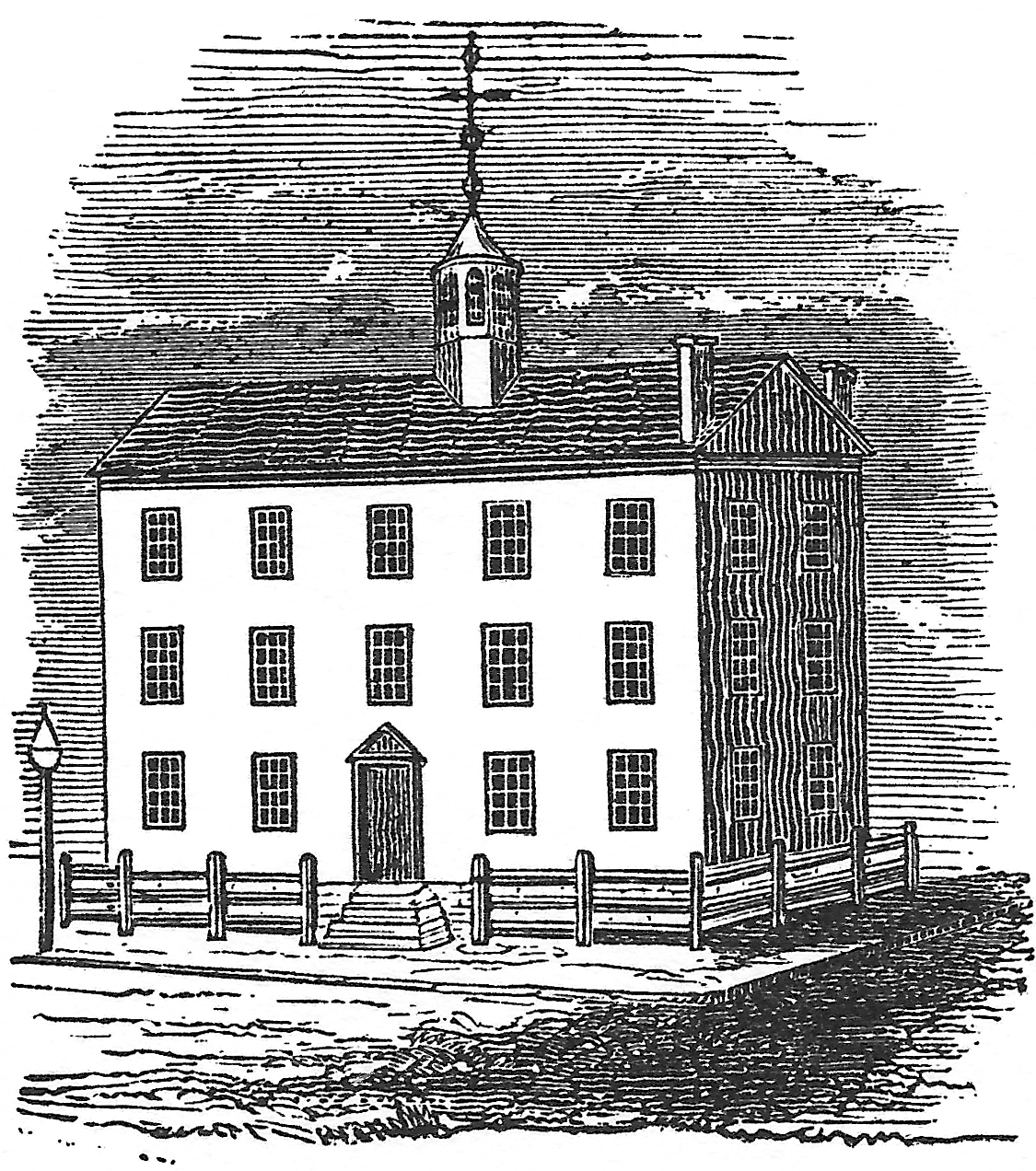
奧爾巴尼市政廳（Stadt Huys）是纽约州奥尔巴尼的地方政府大樓，也是1754年召开奥尔巴尼会议的地点

1776年7月4日，联邦发表《独立宣言》宣告美国脱离英国独立，并最终在美國獨立戰爭获得胜利。在此之前，代表英屬美洲的部份殖民地曾经召开过几次会议；然而，这些机构未能够解决从英国独立的问题，因此没有被指定为国家首都。第二届大陆会议涵盖美国宣布独立的时期，但在当时尚未建立永久国家首都。
| 城市           | 建筑物       | 开始          | 结束           | 期间           | 参考         |
| 奥尔巴尼会议   | 奥尔巴尼会议 | 奥尔巴尼会议  | 奥尔巴尼会议   | 奥尔巴尼会议   | 奥尔巴尼会议 |
| -------------- | ------------ | ------------- | -------------- | -------------- | ------------ |
| 奥尔巴尼       | 市政厅       | 1754年6月19日 | 1754年7月11日  | 22天           | [ 30 ]       |
| 印花税法会议   |              |               |                |                |              |
| 纽约           | 市政厅       | 1765年10月7日 | 1765年10月25日 | 23天           | [ 31 ]       |
| 第一届大陆会议 |              |               |                |                |              |
| 費城           | 木匠厅       | 1774年9月5日  | 1774年10月26日 | 1个月21天      | [ 32 ]       |
| 第二届大陆会议 |              |               |                |                |              |
| 費城           | 独立厅       | 1775年5月10日 | 1776年7月4日   | 1年1个月又24天 | [ 8 ]        |

### 佛蒙特共和国
佛蒙特在加入美国成为第十四个州之前，是一个未被大陆会议承认的独立共和国，称为佛蒙特共和国（1777年至1791年），共有三座城市曾经作为共和国的首都：
- 西敏镇（英语：Westminster (town), Vermont），1777年
- 温莎，1777年至？年
- 卡斯爾頓（英语：Castleton, Vermont），？年至1791年

现在佛蒙特州的首府是蒙彼利埃。

### 富兰克林自由共和国
富兰克林自由共和国是一个自治、分离主义的美国领土，在美国革命结束后不久建立，其领土被北卡罗来纳州提议割让给联邦政府，以帮助偿还与美国独立战争有关的债务；然而，当北卡罗来纳向国会提出的提议未得到执行，并且最初的割让提议被撤销时，这块领土从北卡罗来纳州脱离自治。富兰克林成立的目的，是拟定成为美国的第14个州；然而，富兰克林始终未被正式接纳成为美国联邦，并且只存在四年，后来并入成为田纳西州的一部分。共有两座城市成为首都：
- 琼斯伯勒（英语：Jonesborough, Tennessee），1784年至1785年
- 格林维尔，1785至1788年

### 马斯科吉国
马斯科吉国是西属佛罗里达的美洲原住民属国，由英国人威廉·奥古斯都·鲍尔斯建立，他担任该国的“总督”、宪法起草人和国旗设计者。 该国由克里克人和塞米诺尔人的几个部落组成，存在于1799年至1803年。在此期间仅有一个首都：
- 米科苏基（英语：Miccosukee, Florida）[34]，1799年至1803年

### 西佛罗里达共和国
西佛罗里达共和国是一个短命国家，于1810年脱离西屬西佛羅里達领土。它由现今路易斯安那州的佛羅里達堂區和现今密西西比州与阿拉巴马州的莫比尔区组成（西佛罗里达共和国不包括现今佛罗里达州的任何部分）。该地区的所有权在西班牙和美国之间一直存在争议，美国声称其已包含在1803年的路易斯安那購地；同时，当地的定居者反对西班牙殖民的控制，他们在1810年发动起义，建立西佛罗里达共和国，在定居者起义和宣布独立的两个月内，詹姆斯·麦迪逊总统派遣美国军队占领此地。1812年，美国不顾西班牙的反对，正式将其吞并，并将领土划分为奥尔良领地和密西西比領地。在其短暂存在期间，西佛罗里达共和国的首都是：
- 圣弗朗西斯维尔，1810年

### 印第安溪共和国
印第安溪共和国是现今新罕布什尔州境内的一个未受承认的独立国家，位于新罕布什尔州沿着现今加拿大魁北克省（英国殖民时期的下加拿大）的边界部分。
- 整个地区后来建制成为匹兹堡，1832年至1835年

### 加利福尼亚共和国
美墨戰爭期间，现今加利福尼亚州中北部的部分地区宣布从墨西哥独立，建立加利福尼亚共和国，史称“熊旗起义”。该国只存在一个月就宣告解散，并加入进击的美国军队。1948年，墨西哥割让领土给美国，所以其声称拥有的领土成为美国的一部分。
短暂存在的加利福尼亚共和国从未得到美国、墨西哥或任何其他国家的承认，其使用的旗帜上有加州灰熊的轮廓、孤星和“加利福尼亚共和国”字样，后来被称为“熊旗”，这面旗帜成为加利福尼亞州州旗的设计基础。
加利福尼亚共和国有一个事实上的首都：
- 索诺马，1846年

### 联盟国

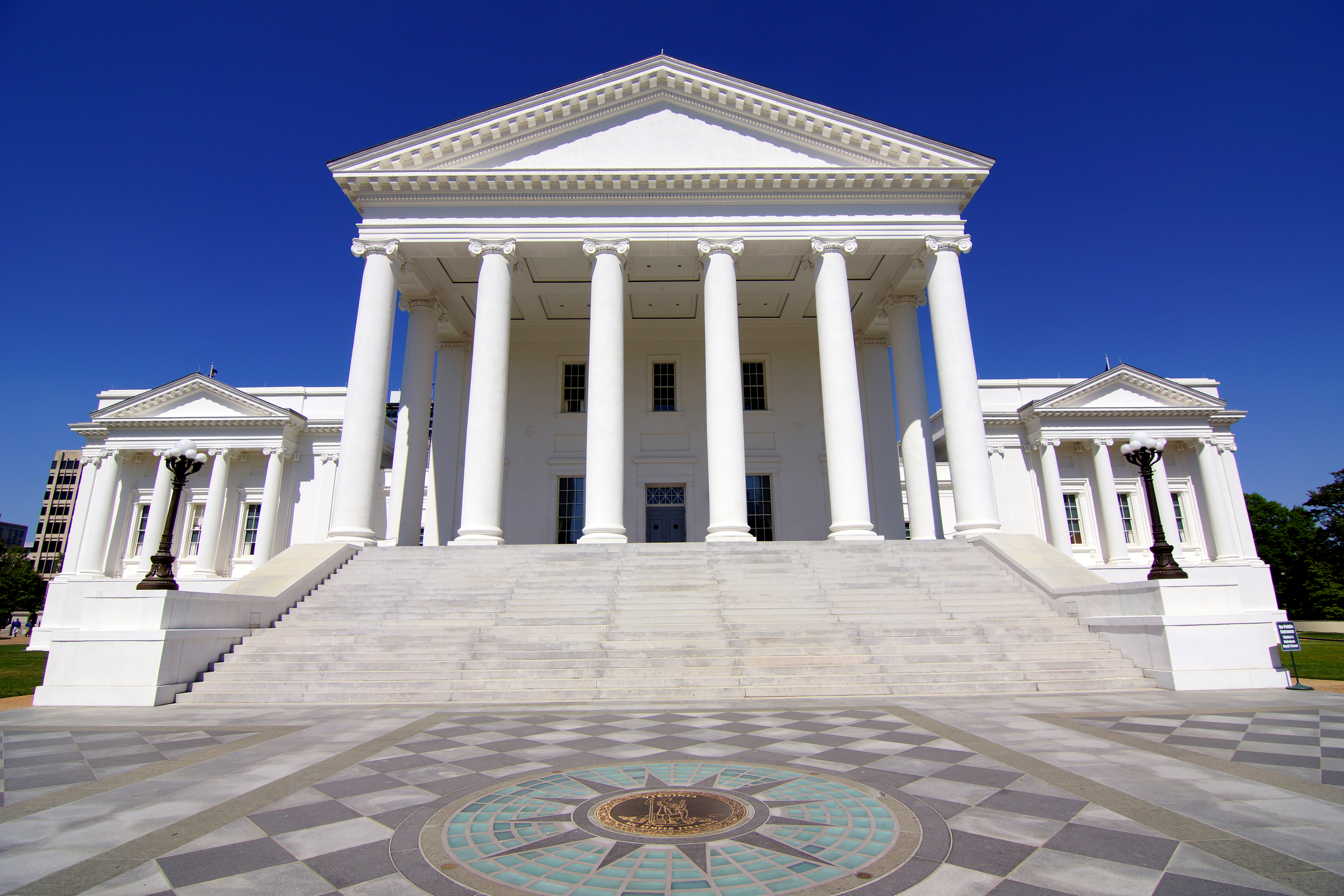
1780年以来，里士满一直都是弗吉尼亚州的首府，并于美国内战期间成为南方首都

美利堅聯盟國（南方邦联）存在期间，曾经有过两个首都城市。第一个首都成立于1861年2月4日，设立在阿拉巴马州蒙哥马利；直到1861年5月23日，弗吉尼亚州脱离联邦后，首都才于5月29日迁至弗吉尼亚州里士满。
南方邦联的各州首府仍旧保持不变，尽管随着联邦军进攻，这些首府城市被转变成为军区，有些邦联政府被迫搬迁，并与联盟军一同四处游移。
- 蒙哥马利（英语：History of Montgomery, Alabama），1861年2月4日至1861年5月29日
- 里士满（英语：Richmond in the American Civil War），1861年5月29日至1865年4月3日

#### 琼斯自由邦
1863年至1864年，密西西比州琼斯县发动起义，反抗南方邦联的统治，并以琼斯自由邦的名义获得实际上的独立，与南方邦联军发生过多次小规模冲突。1864年春，起义者已经有效控制该县，在埃利斯维尔法院升起合众国国旗，并向北方联邦将领威廉·T·谢尔曼致信，宣布琼斯县脱离南方邦联独立。
琼斯县起义有着截然不同的特征，它是从局部冲突演变成全面的独立战争，美国历史学者对该县是否真正脱离统治，仍然存在一些争议，部份认为该县并未完全脱离，缺乏官方文件使得情况变得难以评估。
- 埃利斯維爾，待考

## 历史上的殖民地、领地和州首府

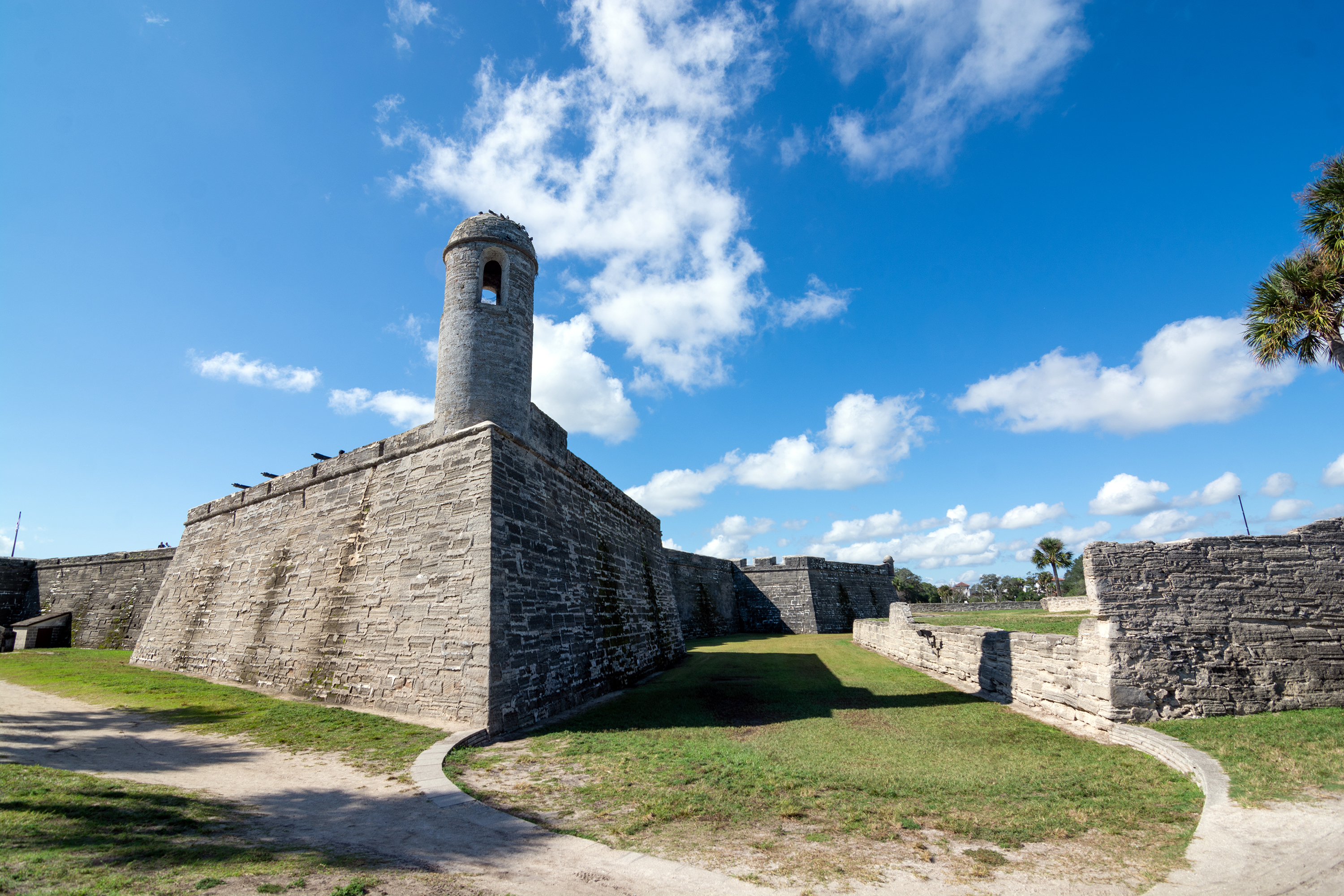
圣奥古斯丁从1565年至1820年代是佛罗里达州的首府

美國獨立戰爭期间，十三殖民地的大部分首府都曾经遭到英國軍隊占领或袭击；类似的情况也发生在1812年战争、南北战争以及1680年—1692年新墨西哥州发生的普韦布洛起义期间，州政府仅能在力所能及的范围内运作。
美国历史上有22个州首府作为首都的时间，比其所在州加入联邦建制的时间还要长，因为它们曾是前领土、殖民地或共和国的首都。马波士顿自1630年以来，一直都是麻薩諸塞州首府，它是美国历史最悠久、持续运行的首府城市；新墨西哥州圣达菲是最古老的首府城市，它于1610年成为首府，仅因前述发生的普韦布洛起义而中断；佛罗里达州圣奥古斯丁是一座更古老的西班牙城市，它从1565年至1820年左右，成为西班牙殖民地首府，历时250多年。
以下图表包含的信息，包括：
1. 州份、建州年份和现今州首府均以粗体显示。注意：对于美国最初的十三个州（以前是大不列顛王國在大西洋沿岸的十三殖民地），建州年份显示为1776年，即是合众国发布美國獨立宣言的年份，而不是每个州随后批准《1787年美国宪法》的年份（参阅按加入聯邦日期排列的美國州份列表）。
2. 年份列出每个首府城市成为首府的开始日期；除非另有说明，否则结束日期即是继任城市的开始日期。
3. 历史上的首府城市如果位于当前州份界线之外，将用括号注明这座城市当前的所在州份。

| 州份                    | 首府                                                           | 年份   | 备注 |
| ----------------------- | -------------------------------------------------------------- | ------ | --- |
| 亚拉巴马州 1819年建制   | 聖奧古斯丁（佛羅里達州）                                       | 1565年 | 西属佛罗里达殖民地首府。 |
| 亚拉巴马州 1819年建制   | 薩凡納（喬治亞州）                                             | 1733年 | 大不列顛私有佐治亞殖民地首府。 |
| 亚拉巴马州 1819年建制   | 薩凡納（喬治亞州）                                             | 1755年 | 大不列顛佐治亞省首府。 |
| 亚拉巴马州 1819年建制   | 薩凡納（喬治亞州）                                             | 1776年 | 喬治亞州首府。 |
| 亚拉巴马州 1819年建制   | 奥古斯塔（喬治亞州）                                           | 1778年 | 喬治亞州首府。 |
| 亚拉巴马州 1819年建制   | 赫德堡（喬治亞州）                                             | 1780年 | 喬治亞州首府。 |
| 亚拉巴马州 1819年建制   | 奥古斯塔（喬治亞州）                                           | 1781年 | 喬治亞州首府。 |
| 亚拉巴马州 1819年建制   | 薩凡納（喬治亞州）                                             | 1782年 | 喬治亞州首府。 |
| 亚拉巴马州 1819年建制   | 以便以謝（喬治亞州）                                           | 1782年 | 喬治亞州首府。 |
| 亚拉巴马州 1819年建制   | 薩凡納（喬治亞州）                                             | 1784年 | 喬治亞州首府。 |
| 亚拉巴马州 1819年建制   | 奥古斯塔（喬治亞州）                                           | 1786年 | 喬治亞州首府。 |
| 亚拉巴马州 1819年建制   | 路易斯維爾（喬治亞州）                                         | 1796年 | 喬治亞州首府。 |
| 亚拉巴马州 1819年建制   | 纳奇兹（密西西比州）                                           | 1798年 | 密西西比領地首府。 |
| 亚拉巴马州 1819年建制   | 華盛頓（密西西比州）                                           | 1802年 | 密西西比領地首府。 |
| 亚拉巴马州 1819年建制   | 聖斯蒂芬斯                                                     | 1817年 | 阿拉巴馬領地首府。 |
| 亚拉巴马州 1819年建制   | 亨茨维尔                                                       | 1819年 | 亚拉巴马州首府。 |
| 亚拉巴马州 1819年建制   | 卡哈巴                                                         | 1820年 | 亚拉巴马州首府。 |
| 亚拉巴马州 1819年建制   | 塔斯卡卢萨                                                     | 1826年 | 亚拉巴马州首府。 |
| 亚拉巴马州 1819年建制   | 蒙哥马利                                                       | 1846年 | 亚拉巴马州首府。 （1861年美利坚联盟国首都）                                                                                                |
| 阿拉斯加州 1959年建制   | 新阿尔汉格尔斯克 → 锡特卡                                      | 1808年 | 俄属阿拉斯加殖民地首府。 |
| 阿拉斯加州 1959年建制   | 新阿尔汉格尔斯克 → 锡特卡                                      | 1867年 | 阿拉斯加署所在地。 |
| 阿拉斯加州 1959年建制   | 新阿尔汉格尔斯克 → 锡特卡                                      | 1900年 | 阿拉斯加特区首府。 |
| 阿拉斯加州 1959年建制   | 朱諾                                                           | 1906年 | 阿拉斯加特区首府。 |
| 阿拉斯加州 1959年建制   | 朱諾                                                           | 1912年 | 阿拉斯加领地首府。 |
| 阿拉斯加州 1959年建制   | 朱諾                                                           | 1959年 | 阿拉斯加州首府。 |
| 亞利桑那州 1912年建制   | 圣菲（新墨西哥州）                                             | 1848年 | 1848年至1850年美国新墨西哥临时政府所在地。                                                                                                 |
| 亞利桑那州 1912年建制   | 圣菲（新墨西哥州）                                             | 1850年 | 1850年至1912年美国新墨西哥領地首府。 |
| 亞利桑那州 1912年建制   | 梅西亚（新墨西哥州）                                           | 1862年 | 美利堅聯盟國亞利桑那領地首府（1862年新墨西哥州南部和亚利桑那州）。                                                                         |
| 亞利桑那州 1912年建制   | 圣安东尼奥（得克萨斯州）                                       | 1862年 | 1862年至1865年美利堅聯盟國亞利桑那領地流亡政府所在地。                                                                                     |
| 亞利桑那州 1912年建制   | 惠普爾堡                                                       | 1864年 | 美国亞利桑那領地首府。 |
| 亞利桑那州 1912年建制   | 普雷斯科特                                                     | 1864年 | 美国亞利桑那領地首府。 |
| 亞利桑那州 1912年建制   | 图森                                                           | 1867年 | 美国亞利桑那領地首府。 |
| 亞利桑那州 1912年建制   | 普雷斯科特                                                     | 1877年 | 美国亞利桑那領地首府。 |
| 亞利桑那州 1912年建制   | 鳳凰城                                                         | 1889年 | 美国亞利桑那領地首府。 |
| 亞利桑那州 1912年建制   | 鳳凰城                                                         | 1912年 | 亞利桑那州首府。 |
| 阿肯色州 1836年建制     | 圣路易斯（密苏里州）                                           | 1765年 | 西属（虽然主要以法语为主）上路易斯安那区首府。                                                                                             |
| 阿肯色州 1836年建制     | 圣路易斯（密苏里州）                                           | 1800年 | 法属上路易斯安那区首府。 |
| 阿肯色州 1836年建制     | 圣路易斯（密苏里州）                                           | 1804年 | 路易斯安那特区首府（印第安纳领地控制）。                                                                                                   |
| 阿肯色州 1836年建制     | 圣路易斯（密苏里州）                                           | 1805年 | 路易斯安那领地首府。 |
| 阿肯色州 1836年建制     | 圣路易斯（密苏里州）                                           | 1812年 | 密苏里领地首府。 |
| 阿肯色州 1836年建制     | 阿肯色站                                                       | 1819年 | 阿肯色领地首府。 |
| 阿肯色州 1836年建制     | 小岩城                                                         | 1821年 | 阿肯色领地首府。 |
| 阿肯色州 1836年建制     | 小岩城                                                         | 1836年 | 阿肯色州首府。 （华盛顿是1863年至1865年美利堅聯盟國的首都）                                                                                |
| 加利福尼亚州 1850年建制 | 洛雷托（南下加利福尼亚州）                                     | 1770年 | 西属新西班牙總督轄區加利福尼亞殖民地首府。                                                                                                 |
| 加利福尼亚州 1850年建制 | 圣卡洛斯德蒙特雷皇家要塞 → 蒙特雷要塞                          | 1777年 | 西属新西班牙總督轄區加利福尼亞殖民地首府。                                                                                                 |
| 加利福尼亚州 1850年建制 | 圣卡洛斯德蒙特雷皇家要塞 → 蒙特雷要塞                          | 1804年 | 西属新西班牙總督轄區上加利福尼亞省首府。                                                                                                   |
| 加利福尼亚州 1850年建制 | 圣卡洛斯德蒙特雷皇家要塞 → 蒙特雷要塞                          | 1821年 | 墨属上加利福尼亞省首府。 |
| 加利福尼亚州 1850年建制 | 圣卡洛斯德蒙特雷皇家要塞 → 蒙特雷要塞                          | 1846年 | 美属加利福尼亚军政府所在地。 |
| 加利福尼亚州 1850年建制 | 圣卡洛斯德蒙特雷皇家要塞 → 蒙特雷要塞                          | 1849年 | 加利福尼亚临时政府所在地。 |
| 加利福尼亚州 1850年建制 | 瓜达卢佩圣荷西镇                                               | 1850年 | 加利福尼亚州首府。 （由于沙加緬度发生大洪水，旧金山从1862年1月24日至1862年5月15日期间，担任加利福尼亚州临时首府）                          |
| 加利福尼亚州 1850年建制 | 瓦列霍                                                         | 1852年 | 加利福尼亚州首府。 （由于沙加緬度发生大洪水，旧金山从1862年1月24日至1862年5月15日期间，担任加利福尼亚州临时首府）                          |
| 加利福尼亚州 1850年建制 | 贝尼西亚                                                       | 1853年 | 加利福尼亚州首府。 （由于沙加緬度发生大洪水，旧金山从1862年1月24日至1862年5月15日期间，担任加利福尼亚州临时首府）                          |
| 加利福尼亚州 1850年建制 | 沙加緬度                                                       | 1854年 | 加利福尼亚州首府。 （由于沙加緬度发生大洪水，旧金山从1862年1月24日至1862年5月15日期间，担任加利福尼亚州临时首府）                          |
| 科羅拉多州 1876年建制   | 丹佛城                                                         | 1859年 | 傑弗遜領地法外首府。 |
| 科羅拉多州 1876年建制   | 戈尔登城                                                       | 1860年 | 傑弗遜領地法外首府。 |
| 科羅拉多州 1876年建制   | 丹佛城                                                         | 1861年 | 科罗拉多领地首府。 |
| 科羅拉多州 1876年建制   | 科羅拉多城                                                     | 1862年 | 科罗拉多领地首府。 |
| 科羅拉多州 1876年建制   | 戈尔登城                                                       | 1862年 | 科罗拉多领地首府。 |
| 科羅拉多州 1876年建制   | 丹佛                                                           | 1867年 | 科罗拉多领地首府。 |
| 科羅拉多州 1876年建制   | 丹佛                                                           | 1876年 | 科羅拉多州首府。 |
| 康乃狄克州 1776年建制   | 阿姆斯特丹堡（纽约州）                                         | 1625年 | 荷属新尼德兰殖民地首府。 |
| 康乃狄克州 1776年建制   | 哈特福                                                         | 1639年 | 1639年至1686年英属康涅狄格殖民地首府。 |
| 康乃狄克州 1776年建制   | 纽黑文                                                         | 1640年 | 英属紐黑文殖民地，直至1662年并入康涅狄格殖民地。                                                                                           |
| 康乃狄克州 1776年建制   | 波士顿（马萨诸塞州）                                           | 1686年 | 英属美洲新英格蘭自治領首府。 |
| 康乃狄克州 1776年建制   | 哈特福                                                         | 1689年 | 英属康涅狄格殖民地首府。 |
| 康乃狄克州 1776年建制   | 联合首府                                                       | 1701年 | 哈特福和纽黑文是英属康涅狄格殖民地的“双首府”，议会于5月在哈特福德举行会议，10月在纽黑文举行会议。                                          |
| 康乃狄克州 1776年建制   | 联合首府                                                       | 1707年 | 哈特福和纽黑文是大不列顛康涅狄格殖民地的联合首府。                                                                                         |
| 康乃狄克州 1776年建制   | 联合首府                                                       | 1776年 | 哈特福和纽黑文是康乃狄克州的联合首府。 |
| 康乃狄克州 1776年建制   | 哈特福                                                         | 1875年 | 康乃狄克州首府。 |
| 特拉华州 1776年建制     | 克里斯蒂娜堡                                                   | 1638年 | 瑞属新瑞典殖民地首府。 |
| 特拉华州 1776年建制     | 阿姆斯特丹堡 → 新阿姆斯特丹 → 纽约 → 新奥兰治 → 纽约（纽约州） | 1655年 | 荷属新尼德兰省首府。 |
| 特拉华州 1776年建制     | 阿姆斯特丹堡 → 新阿姆斯特丹 → 纽约 → 新奥兰治 → 纽约（纽约州） | 1664年 | 英属纽约殖民地首府。 |
| 特拉华州 1776年建制     | 阿姆斯特丹堡 → 新阿姆斯特丹 → 纽约 → 新奥兰治 → 纽约（纽约州） | 1673年 | 荷属新尼德兰军政府所在地。 |
| 特拉华州 1776年建制     | 阿姆斯特丹堡 → 新阿姆斯特丹 → 纽约 → 新奥兰治 → 纽约（纽约州） | 1674年 | 英属纽约殖民地首府。 |
| 特拉华州 1776年建制     | 費城（宾夕法尼亚州）                                           | 1682年 | 英属宾夕法尼亚殖民地首府。 |
| 特拉华州 1776年建制     | 纽卡斯尔                                                       | 1704年 | 英属特拉华河下游各县首府。 |
| 特拉华州 1776年建制     | 纽卡斯尔                                                       | 1707年 | 大不列顛特拉华河下游各县首府。 |
| 特拉华州 1776年建制     | 纽卡斯尔                                                       | 1776年 | 特拉华州首府。 |
| 特拉华州 1776年建制     | 多佛                                                           | 1777年 | 特拉华州首府。 |
| 佛罗里达州 1845年建制   | 卡洛琳堡                                                       | 1564年 | 1564年至1565年法属卡洛琳殖民地首府。 |
| 佛罗里达州 1845年建制   | 聖奧古斯丁                                                     | 1565年 | 1565年至1763年西属佛罗里达省首府。 |
| 佛罗里达州 1845年建制   | 聖奧古斯丁                                                     | 1763年 | 1763年至1783年大不列顛东佛罗里达省首府。                                                                                                   |
| 佛罗里达州 1845年建制   | 聖奧古斯丁                                                     | 1783年 | 1783年至1821年西属东佛罗里达省首府。 |
| 佛罗里达州 1845年建制   | 奥楚斯的圣玛丽 → 彭萨科拉                                      | 1763年 | 1763年至1783年大不列顛西佛罗里达省首府。                                                                                                   |
| 佛罗里达州 1845年建制   | 奥楚斯的圣玛丽 → 彭萨科拉                                      | 1783年 | 1783年至1821年西属西佛罗里达省首府。 |
| 佛罗里达州 1845年建制   | 塔拉赫西                                                       | 1824年 | 佛羅里達領地首府。 |
| 佛罗里达州 1845年建制   | 塔拉赫西                                                       | 1845年 | 佛罗里达州首府。 |
| 喬治亞州 1776年建制     | 卡洛琳堡（佛罗里达州）                                         | 1564年 | 1564年至1565年法属卡洛琳殖民地首府。 |
| 喬治亞州 1776年建制     | 聖奧古斯丁（佛罗里达州）                                       | 1565年 | 西属佛罗里达省首府。 |
| 喬治亞州 1776年建制     | 薩凡納                                                         | 1733年 | 大不列顛私有佐治亞殖民地首府。 |
| 喬治亞州 1776年建制     | 薩凡納                                                         | 1755年 | 大不列顛佐治亞省首府。 |
| 喬治亞州 1776年建制     | 薩凡納                                                         | 1776年 | 喬治亞州首府。 |
| 喬治亞州 1776年建制     | 奥古斯塔                                                       | 1778年 | 喬治亞州首府。 |
| 喬治亞州 1776年建制     | 赫德堡                                                         | 1780年 | 喬治亞州首府。 |
| 喬治亞州 1776年建制     | 奥古斯塔                                                       | 1781年 | 喬治亞州首府。 |
| 喬治亞州 1776年建制     | 薩凡納                                                         | 1782年 | 喬治亞州首府。 |
| 喬治亞州 1776年建制     | 以便以謝                                                       | 1782年 | 喬治亞州首府。 |
| 喬治亞州 1776年建制     | 薩凡納                                                         | 1784年 | 喬治亞州首府。 |
| 喬治亞州 1776年建制     | 奥古斯塔                                                       | 1786年 | 喬治亞州首府。 |
| 喬治亞州 1776年建制     | 路易斯維爾                                                     | 1796年 | 喬治亞州首府。 |
| 喬治亞州 1776年建制     | 米利奇維爾                                                     | 1807年 | 喬治亞州首府。 |
| 喬治亞州 1776年建制     | 梅肯                                                           | 1864年 | 喬治亞州首府。 |
| 喬治亞州 1776年建制     | 米利奇維爾                                                     | 1865年 | 喬治亞州首府。 |
| 喬治亞州 1776年建制     | 亚特兰大                                                       | 1868年 | 喬治亞州首府。 |
| 夏威夷州 1959年建制     | 拉海納                                                         | 1820年 | 夏威夷王國首府。 |
| 夏威夷州 1959年建制     | 檀香山                                                         | 1845年 | 夏威夷王國首府。 |
| 夏威夷州 1959年建制     | 檀香山                                                         | 1894年 | 夏威夷共和國首府。 |
| 夏威夷州 1959年建制     | 檀香山                                                         | 1898年 | 夏威夷領地首府。 |
| 夏威夷州 1959年建制     | 檀香山                                                         | 1959年 | 夏威夷州首府。 |
| 爱达荷州 1890年建制     | 俄勒冈城（俄勒冈州）                                           | 1843年 | 俄勒冈临时政府在俄勒冈地区的首府。 |
| 爱达荷州 1890年建制     | 俄勒冈城（俄勒冈州）                                           | 1848年 | 俄勒岡領地首府（1848年至1853年爱达荷全境、1853年至1859年南爱达荷）。                                                                       |
| 爱达荷州 1890年建制     | 塞勒姆（俄勒冈州）                                             | 1851年 | 俄勒岡領地首府（1848年至1853年爱达荷全境、1853年至1859年南爱达荷）。                                                                       |
| 爱达荷州 1890年建制     | 奧林匹亞（華盛頓州）                                           | 1853年 | 华盛顿领地首府（1853年至1859年北爱达荷、1859年至1863年爱达荷全境）。                                                                       |
| 爱达荷州 1890年建制     | 刘易斯顿                                                       | 1863年 | 愛達荷領地首府。 |
| 爱达荷州 1890年建制     | 博伊西                                                         | 1865年 | 愛達荷領地首府。 |
| 爱达荷州 1890年建制     | 博伊西                                                         | 1890年 | 爱达荷州首府。 |
| 伊利诺伊州 1818年建制   | 玛丽埃塔（俄亥俄州）                                           | 1788年 | 俄亥俄河西北領地首府。 |
| 伊利诺伊州 1818年建制   | 温森斯（印第安纳州）                                           | 1800年 | 印第安纳领地首府。 |
| 伊利诺伊州 1818年建制   | 卡斯卡斯基亞                                                   | 1809年 | 伊利諾領地首府。 |
| 伊利诺伊州 1818年建制   | 卡斯卡斯基亞                                                   | 1818年 | 伊利诺伊州首府。 |
| 伊利诺伊州 1818年建制   | 萬達利亞                                                       | 1820年 | 伊利诺伊州首府。 |
| 伊利诺伊州 1818年建制   | 斯普林菲尔德                                                   | 1839年 | 伊利诺伊州首府。 |
| 印第安纳州 1816年建制   | 玛丽埃塔（俄亥俄州）                                           | 1788年 | 俄亥俄河西北領地首府。 |
| 印第安纳州 1816年建制   | 温森斯                                                         | 1800年 | 印第安纳领地首府。 |
| 印第安纳州 1816年建制   | 科里登                                                         | 1813年 | 印第安纳领地首府。 |
| 印第安纳州 1816年建制   | 科里登                                                         | 1816年 | 印第安纳州首府。 |
| 印第安纳州 1816年建制   | 印第安納波利斯                                                 | 1825年 | 印第安纳州首府。 |
| 艾奥瓦州 1846年建制     | 圣路易斯（密苏里州）                                           | 1765年 | 西属（虽然主要以法语为主）上路易斯安那区首府。                                                                                             |
| 艾奥瓦州 1846年建制     | 圣路易斯（密苏里州）                                           | 1800年 | 法属上路易斯安那区首府。 |
| 艾奥瓦州 1846年建制     | 圣路易斯（密苏里州）                                           | 1804年 | 路易斯安那特区首府（印第安纳领地控制）。                                                                                                   |
| 艾奥瓦州 1846年建制     | 圣路易斯（密苏里州）                                           | 1805年 | 路易斯安那领地首府。 |
| 艾奥瓦州 1846年建制     | 圣路易斯（密苏里州）                                           | 1812年 | 1812年至1821年密苏里领地首府。 |
| 艾奥瓦州 1846年建制     | 底特律（密西根州）                                             | 1834年 | 密歇根领地首府。 |
| 艾奥瓦州 1846年建制     | 貝爾蒙特（威斯康星州）                                         | 1836年 | 威斯康星領地首府。 |
| 艾奥瓦州 1846年建制     | 伯灵顿                                                         | 1837年 | 威斯康星領地首府。 |
| 艾奥瓦州 1846年建制     | 伯灵顿                                                         | 1838年 | 艾奥瓦领地首府。 |
| 艾奥瓦州 1846年建制     | 愛荷華城                                                       | 1841年 | 艾奥瓦领地首府。 |
| 艾奥瓦州 1846年建制     | 愛荷華城                                                       | 1846年 | 艾奥瓦州首府。 |
| 艾奥瓦州 1846年建制     | 德梅因                                                         | 1857年 | 艾奥瓦州首府。 |
| 堪薩斯州 1861年建制     | 圣路易斯（密苏里州）                                           | 1765年 | 西属（虽然主要以法语为主）上路易斯安那区首府。                                                                                             |
| 堪薩斯州 1861年建制     | 圣路易斯（密苏里州）                                           | 1800年 | 法属上路易斯安那区首府。 |
| 堪薩斯州 1861年建制     | 圣路易斯（密苏里州）                                           | 1804年 | 路易斯安那特区首府（印第安纳领地控制）。                                                                                                   |
| 堪薩斯州 1861年建制     | 圣路易斯（密苏里州）                                           | 1805年 | 路易斯安那领地首府。 |
| 堪薩斯州 1861年建制     | 圣路易斯（密苏里州）                                           | 1812年 | 1812年至1821年密苏里领地首府。 |
| 堪薩斯州 1861年建制     | 波尼                                                           | 1855年 | 1855年7月2日至6日堪薩斯領地首府。 |
| 堪薩斯州 1861年建制     | 肖尼傳教站                                                     | 1855年 | 堪薩斯領地首府。 |
| 堪薩斯州 1861年建制     | 萊康普頓                                                       | 1856年 | 堪薩斯領地名义上（支持奴隸制）的首府。 |
| 堪薩斯州 1861年建制     | 托皮卡                                                         | 1856年 | 堪薩斯領地事实上（反对奴隸制）的首府。 |
| 堪薩斯州 1861年建制     | 明尼奧拉                                                       | 1858年 | 由堪薩斯領地立法机构宣布为首府，尽管这一举动后来被宣布无效。                                                                               |
| 堪薩斯州 1861年建制     | 托皮卡                                                         | 1861年 | 堪薩斯州首府。 |
| 肯塔基州 1792年建制     | 威廉斯堡（弗吉尼亚州）                                         | 1699年 | 英属弗吉尼亚殖民地首府。 |
| 肯塔基州 1792年建制     | 威廉斯堡（弗吉尼亚州）                                         | 1707年 | 大不列顛弗吉尼亚殖民地首府。 |
| 肯塔基州 1792年建制     | 威廉斯堡（弗吉尼亚州）                                         | 1776年 | 弗吉尼亚邦首府。 |
| 肯塔基州 1792年建制     | 里士满（弗吉尼亚州）                                           | 1780年 | 弗吉尼亚邦首府。 |
| 肯塔基州 1792年建制     | 法兰克福                                                       | 1792年 | 肯塔基邦首府。 （政府最初在莱克星顿召开议会，但法兰克福很快就被定为首府。鲍灵格林是1861年至1862年美利堅聯盟國的竞争首府）                  |
| 路易斯安那州 1812年建制 | 聖奧古斯丁（佛羅里達州）                                       | 1565年 | 西属佛罗里达省首府。 |
| 路易斯安那州 1812年建制 | 莫比爾（阿拉巴馬州）                                           | 1702年 | 法属路易斯安那殖民地首府。 |
| 路易斯安那州 1812年建制 | 比洛克西（密西西比州）                                         | 1720年 | 法属路易斯安那殖民地首府。 |
| 路易斯安那州 1812年建制 | 新奥尔良                                                       | 1722年 | 法属路易斯安那殖民地首府。 |
| 路易斯安那州 1812年建制 | 新奥尔良                                                       | 1763年 | 西属下路易斯安那区首府。 |
| 路易斯安那州 1812年建制 | 新奥尔良                                                       | 1800年 | 法属下路易斯安那区首府。 |
| 路易斯安那州 1812年建制 | 新奥尔良                                                       | 1804年 | 奥尔良领地首府。 |
| 路易斯安那州 1812年建制 | 新奥尔良                                                       | 1812年 | 路易斯安那州州首府。 （1862年联邦军攻占新奥尔良之后，邦联政府所在地于1862年迁至奥珀卢萨斯，1863年再迁至什里夫波特）                        |
| 路易斯安那州 1812年建制 | 唐纳森维尔                                                     | 1830年 | 路易斯安那州州首府。 （1862年联邦军攻占新奥尔良之后，邦联政府所在地于1862年迁至奥珀卢萨斯，1863年再迁至什里夫波特）                        |
| 路易斯安那州 1812年建制 | 新奥尔良                                                       | 1831年 | 路易斯安那州州首府。 （1862年联邦军攻占新奥尔良之后，邦联政府所在地于1862年迁至奥珀卢萨斯，1863年再迁至什里夫波特）                        |
| 路易斯安那州 1812年建制 | 巴吞鲁日                                                       | 1849年 | 路易斯安那州州首府。 （1862年联邦军攻占新奥尔良之后，邦联政府所在地于1862年迁至奥珀卢萨斯，1863年再迁至什里夫波特）                        |
| 路易斯安那州 1812年建制 | 新奥尔良                                                       | 1864年 | 路易斯安那州州首府。 （1862年联邦军攻占新奥尔良之后，邦联政府所在地于1862年迁至奥珀卢萨斯，1863年再迁至什里夫波特）                        |
| 路易斯安那州 1812年建制 | 巴吞鲁日                                                       | 1882年 | 路易斯安那州州首府。 （1862年联邦军攻占新奥尔良之后，邦联政府所在地于1862年迁至奥珀卢萨斯，1863年再迁至什里夫波特）                        |
| 缅因州 1820年建制       | 圣十字岛                                                       | 1604年 | 法属阿卡迪亞殖民地首府。 |
| 缅因州 1820年建制       | 皇家港（新斯科舍省）                                           | 1605年 | 法属阿卡迪亞殖民地首府。 |
| 缅因州 1820年建制       | 波士顿（麻薩諸塞州）                                           | 1630年 | 英属馬薩諸塞灣殖民地首府。 |
| 缅因州 1820年建制       | 波士顿（麻薩諸塞州）                                           | 1686年 | 英属美洲新英格蘭自治領首府。 |
| 缅因州 1820年建制       | 波士顿（麻薩諸塞州）                                           | 1689年 | 馬薩諸塞灣殖民地持不同政见的首府。 |
| 缅因州 1820年建制       | 波士顿（麻薩諸塞州）                                           | 1691年 | 英属马萨诸塞湾省首府。 |
| 缅因州 1820年建制       | 波士顿（麻薩諸塞州）                                           | 1707年 | 大不列颠马萨诸塞湾省首府。 |
| 缅因州 1820年建制       | 波士顿（麻薩諸塞州）                                           | 1774年 | 马萨诸塞湾省持不同政见的首府。 |
| 缅因州 1820年建制       | 波士顿（麻薩諸塞州）                                           | 1776年 | 马萨诸塞湾州首府。 |
| 缅因州 1820年建制       | 波士顿（麻薩諸塞州）                                           | 1780年 | 麻薩諸塞邦首府。 |
| 缅因州 1820年建制       | 波特蘭                                                         | 1820年 | 缅因州首府。 |
| 缅因州 1820年建制       | 波特蘭                                                         | 1827年 | 缅因州事实上的首府。 |
| 缅因州 1820年建制       | 奥古斯塔                                                       | 1827年 | 缅因州名义上的首府。 |
| 缅因州 1820年建制       | 奥古斯塔                                                       | 1832年 | 缅因州首府。 |
| 马里兰州 1776年建制     | 聖瑪麗斯城                                                     | 1634年 | 英属私有马里兰殖民地首府。 |
| 马里兰州 1776年建制     | 安妮阿伦德尔镇 → 安纳波利斯                                    | 1694年 | 英属马里兰省首府。 |
| 马里兰州 1776年建制     | 安妮阿伦德尔镇 → 安纳波利斯                                    | 1707年 | 大不列顛马里兰省首府。 |
| 马里兰州 1776年建制     | 安妮阿伦德尔镇 → 安纳波利斯                                    | 1776年 | 马里兰州首府。 （1783年至1784年美利坚合众国首都）                                                                                          |
| 麻薩諸塞州 1776年建制   | 普利茅斯                                                       | 1620年 | 1620年至1686年英属新普利茅斯殖民地首府。                                                                                                   |
| 麻薩諸塞州 1776年建制   | 波士顿                                                         | 1630年 | 1630年至1686年英属馬薩諸塞灣殖民地首府。                                                                                                   |
| 麻薩諸塞州 1776年建制   | 波士顿                                                         | 1686年 | 1686年至1689年英属美洲新英格蘭自治領首府。                                                                                                 |
| 麻薩諸塞州 1776年建制   | 普利茅斯                                                       | 1688年 | 1688年至1692年新普利茅斯殖民地持不同政见的首府。                                                                                           |
| 麻薩諸塞州 1776年建制   | 波士顿                                                         | 1689年 | 1689年至1692年馬薩諸塞灣殖民地持不同政见的首府。                                                                                           |
| 麻薩諸塞州 1776年建制   | 波士顿                                                         | 1692年 | 英属马萨诸塞湾省首府。 |
| 麻薩諸塞州 1776年建制   | 波士顿                                                         | 1707年 | 大不列顛马萨诸塞湾省首府。 |
| 麻薩諸塞州 1776年建制   | 波士顿                                                         | 1774年 | 马萨诸塞湾省持不同政见的首府。 |
| 麻薩諸塞州 1776年建制   | 波士顿                                                         | 1776年 | 马萨诸塞湾州首府。 |
| 麻薩諸塞州 1776年建制   | 波士顿                                                         | 1780年 | 麻薩諸塞邦首府。 |
| 密西根州 1837年建制     | 玛丽埃塔（俄亥俄州）                                           | 1788年 | 俄亥俄河西北領地首府（1788年至1800年密歇根全境、1800年至1803年密歇根东部）。                                                               |
| 密西根州 1837年建制     | 奇利科西（俄亥俄州）                                           | 1800年 | 俄亥俄河西北領地首府（1788年至1800年密歇根全境、1800年至1803年密歇根东部）。                                                               |
| 密西根州 1837年建制     | 温森斯（印第安纳州）                                           | 1800年 | 印第安纳领地首府（1800年至1803年密歇根西部、1803年至1805年密歇根全境、1805年至1816年密西根上半島）。                                       |
| 密西根州 1837年建制     | 科里登（印第安纳州）                                           | 1813年 | 印第安纳领地首府（1800年至1803年密歇根西部、1803年至1805年密歇根全境、1805年至1816年密西根上半島）。                                       |
| 密西根州 1837年建制     | 底特律                                                         | 1805年 | 密歇根领地首府（1805年至1818年密西根下半島、1818年至1837年密歇根全境）。 （1812年至1813年英國軍隊占领底特律）                              |
| 密西根州 1837年建制     | 底特律                                                         | 1837年 | 密西根州首府。 |
| 密西根州 1837年建制     | 兰辛                                                           | 1847年 | 密西根州首府。 |
| 明尼蘇達州 1858年建制   | 圣路易斯（密苏里州）                                           | 1765年 | 1765年至1800年西属（虽然主要以法语为主）上路易斯安那区首府。                                                                               |
| 明尼蘇達州 1858年建制   | 圣路易斯（密苏里州）                                           | 1800年 | 法属上路易斯安那区首府（1800年至1804年密西西比河以西）。                                                                                   |
| 明尼蘇達州 1858年建制   | 圣路易斯（密苏里州）                                           | 1804年 | 路易斯安那特区首府（1804年至1805年密西西比河以西，印第安纳领地控制）。                                                                     |
| 明尼蘇達州 1858年建制   | 圣路易斯（密苏里州）                                           | 1805年 | 路易斯安那领地首府（1805年至1812年密西西比河以西）。                                                                                       |
| 明尼蘇達州 1858年建制   | 圣路易斯（密苏里州）                                           | 1812年 | 密苏里领地首府（1812年至1821年密西西比河以西）。                                                                                           |
| 明尼蘇達州 1858年建制   | 玛丽埃塔（俄亥俄州）                                           | 1788年 | 俄亥俄河西北领地首府（1788年至1800年密西西比河以东）。                                                                                     |
| 明尼蘇達州 1858年建制   | 温森斯（印第安納州）                                           | 1800年 | 1800年至1809年印第安纳领地首府（密西西比河以东）。                                                                                         |
| 明尼蘇達州 1858年建制   | 卡斯卡斯基亞（伊利諾伊州）                                     | 1809年 | 伊利諾領地首府（1809年至1818年密西西比河以东）。                                                                                           |
| 明尼蘇達州 1858年建制   | 底特律（密歇根州）                                             | 1818年 | 密歇根领地首府（1818年至1834年密西西比河以东，1834年至1836年明尼蘇達全境）。                                                               |
| 明尼蘇達州 1858年建制   | 貝爾蒙特（威斯康辛州）                                         | 1836年 | 威斯康星領地首府。 |
| 明尼蘇達州 1858年建制   | 伯灵顿（艾奥瓦州）                                             | 1837年 | 威斯康星領地首府。 |
| 明尼蘇達州 1858年建制   | 伯灵顿（艾奥瓦州）                                             | 1838年 | 艾奥瓦领地首府（1838年至1841年密西西比河以西）。                                                                                           |
| 明尼蘇達州 1858年建制   | 麦迪逊（威斯康星州）                                           | 1838年 | 威斯康星領地首府（1838年至1848年密西西比河以东）。                                                                                         |
| 明尼蘇達州 1858年建制   | 愛荷華城（艾奥瓦州）                                           | 1841年 | 艾奥瓦领地首府（1841年至1846年密西西比河以西）。                                                                                           |
| 明尼蘇達州 1858年建制   | 圣保罗                                                         | 1849年 | 明尼蘇達領地首府。 |
| 明尼蘇達州 1858年建制   | 圣保罗                                                         | 1858年 | 明尼蘇達州首府。 |
| 密西西比州 1817年建制   | 聖奧古斯丁（佛羅里達州）                                       | 1565年 | 西属佛羅里達省首府。 |
| 密西西比州 1817年建制   | 薩凡納（喬治亞州）                                             | 1733年 | 大不列颠私有佐治亞省首府。 |
| 密西西比州 1817年建制   | 薩凡納（喬治亞州）                                             | 1755年 | 大不列颠佐治亞省首府。 |
| 密西西比州 1817年建制   | 薩凡納（喬治亞州）                                             | 1776年 | 喬治亞州首府。 |
| 密西西比州 1817年建制   | 奥古斯塔（喬治亞州）                                           | 1778年 | 喬治亞州首府。 |
| 密西西比州 1817年建制   | 赫德堡（喬治亞州）                                             | 1780年 | 喬治亞州首府。 |
| 密西西比州 1817年建制   | 奥古斯塔（喬治亞州）                                           | 1781年 | 喬治亞州首府。 |
| 密西西比州 1817年建制   | 薩凡納（喬治亞州）                                             | 1782年 | 喬治亞州首府。 |
| 密西西比州 1817年建制   | 以便以謝（喬治亞州）                                           | 1782年 | 喬治亞州首府。 |
| 密西西比州 1817年建制   | 薩凡納（喬治亞州）                                             | 1784年 | 喬治亞州首府。 |
| 密西西比州 1817年建制   | 奥古斯塔（喬治亞州）                                           | 1786年 | 喬治亞州首府。 |
| 密西西比州 1817年建制   | 路易斯維爾（喬治亞州）                                         | 1796年 | 喬治亞州首府。 |
| 密西西比州 1817年建制   | 纳奇兹                                                         | 1798年 | 密西西比領地首府。 |
| 密西西比州 1817年建制   | 华盛顿                                                         | 1802年 | 密西西比領地首府。 |
| 密西西比州 1817年建制   | 纳奇兹                                                         | 1817年 | 密西西比州首府。 |
| 密西西比州 1817年建制   | 杰克逊                                                         | 1821年 | 密西西比州首府。 |
| 密蘇里州 1821年建制     | 圣路易斯                                                       | 1765年 | 西属（虽然主要以法语为主）上路易斯安那区首府。                                                                                             |
| 密蘇里州 1821年建制     | 圣路易斯                                                       | 1800年 | 法属上路易斯安那区首府。 |
| 密蘇里州 1821年建制     | 圣路易斯                                                       | 1804年 | 路易斯安那特区首府（印第安纳领地控制）。                                                                                                   |
| 密蘇里州 1821年建制     | 圣路易斯                                                       | 1805年 | 路易斯安那领地首府。 |
| 密蘇里州 1821年建制     | 圣路易斯                                                       | 1812年 | 密苏里领地首府。 |
| 密蘇里州 1821年建制     | 圣查尔斯                                                       | 1821年 | 密蘇里州首府。 (1861年至1863年，美利堅聯盟國流亡政府在尼欧肖运作，以及1863年至1865年在马歇尔运作）                                         |
| 密蘇里州 1821年建制     | 杰斐逊城                                                       | 1826年 | 密蘇里州首府。 (1861年至1863年，美利堅聯盟國流亡政府在尼欧肖运作，以及1863年至1865年在马歇尔运作）                                         |
| 蒙大拿州 1889年建制     | 圣路易斯（密苏里州）                                           | 1765年 | 西属（虽然主要以法语为主）上路易斯安那区首府（1763年至1800年美洲大陆分水岭以东）。                                                         |
| 蒙大拿州 1889年建制     | 圣路易斯（密苏里州）                                           | 1800年 | 法属上路易斯安那区首府（1800年至1804年美洲大陆分水岭以东）。                                                                               |
| 蒙大拿州 1889年建制     | 圣路易斯（密苏里州）                                           | 1804年 | 1804年至1805年路易斯安那特区首府（美洲大陆分水岭以东，印第安纳领地控制）。                                                                 |
| 蒙大拿州 1889年建制     | 圣路易斯（密苏里州）                                           | 1805年 | 路易斯安那领地首府（1805年至1812年美洲大陆分水岭以东）。                                                                                   |
| 蒙大拿州 1889年建制     | 圣路易斯（密苏里州）                                           | 1812年 | 密苏里领地首府（1812年至1821年美洲大陆分水岭以东）。                                                                                       |
| 蒙大拿州 1889年建制     | 温哥华堡（華盛頓州）                                           | 1825年 | 俄勒冈郡事实上的首府（1818年至1843年美洲大陆分水岭以西）。                                                                                 |
| 蒙大拿州 1889年建制     | 俄勒冈城（俄勒冈州）                                           | 1843年 | 俄勒冈临时政府首府（1843年至1848年美洲大陆分水岭以西）。                                                                                   |
| 蒙大拿州 1889年建制     | 俄勒冈城（俄勒冈州）                                           | 1848年 | 俄勒岡領地首府（1848年至1853年美洲大陆分水岭）。                                                                                           |
| 蒙大拿州 1889年建制     | 塞勒姆（俄勒冈州）                                             | 1851年 | 俄勒岡領地首府（1848年至1853年美洲大陆分水岭）。                                                                                           |
| 蒙大拿州 1889年建制     | 奧林匹亞（華盛頓州）                                           | 1853年 | 华盛顿领地首府（1853年至1863年美洲大陆分水岭以西）。                                                                                       |
| 蒙大拿州 1889年建制     | 奥马哈（内布拉斯加州）                                         | 1854年 | 內布拉斯加領地首府（1854年至1861年美洲大陆分水岭以东）。                                                                                   |
| 蒙大拿州 1889年建制     | 扬克顿（南达科他州）                                           | 1861年 | 達科他領地首府（1861年至1863年美洲大陆分水岭以东）。                                                                                       |
| 蒙大拿州 1889年建制     | 刘易斯顿（爱达荷州）                                           | 1863年 | 愛達荷領地首府。 |
| 蒙大拿州 1889年建制     | 班納克                                                         | 1864年 | 蒙大拿領地首府。 |
| 蒙大拿州 1889年建制     | 弗吉尼亚城                                                     | 1865年 | 蒙大拿領地首府。 |
| 蒙大拿州 1889年建制     | 海伦娜                                                         | 1875年 | 蒙大拿領地首府。 |
| 蒙大拿州 1889年建制     | 海伦娜                                                         | 1889年 | 蒙大拿州首府。 |
| 內布拉斯加州 1867年建制 | 圣路易斯（密苏里州）                                           | 1765年 | 西属（虽然主要以法语为主）上路易斯安那区首府。                                                                                             |
| 內布拉斯加州 1867年建制 | 圣路易斯（密苏里州）                                           | 1800年 | 法属上路易斯安那区首府。 |
| 內布拉斯加州 1867年建制 | 圣路易斯（密苏里州）                                           | 1804年 | 路易斯安那特区首府（印第安纳领地控制）。                                                                                                   |
| 內布拉斯加州 1867年建制 | 圣路易斯（密苏里州）                                           | 1805年 | 路易斯安那领地首府。 |
| 內布拉斯加州 1867年建制 | 圣路易斯（密苏里州）                                           | 1812年 | 1812年至1821年密苏里领地首府。 |
| 內布拉斯加州 1867年建制 | 奥马哈                                                         | 1854年 | 內布拉斯加領地首府。 |
| 內布拉斯加州 1867年建制 | 兰开斯特 → 林肯                                                | 1867年 | 內布拉斯加領地首府。 |
| 內布拉斯加州 1867年建制 | 兰开斯特 → 林肯                                                | 1867年 | 內布拉斯加州首府。 |
| 内华达州 1864年建制     | 菲尔莫尔（犹他州）                                             | 1850年 | 犹他领地首府。 |
| 内华达州 1864年建制     | 盐湖城（犹他州）                                               | 1858年 | 犹他领地首府。 |
| 内华达州 1864年建制     | 熱那亞                                                         | 1861年 | 內華達領地首府。 |
| 内华达州 1864年建制     | 卡森城                                                         | 1861年 | 內華達領地首府。 |
| 内华达州 1864年建制     | 卡森城                                                         | 1864年 | 内华达州首府。 |
| 新罕布什尔州 1776年建制 | 波士顿（马萨诸塞州）                                           | 1630年 | 英属馬薩諸塞灣殖民地首府。 |
| 新罕布什尔州 1776年建制 | 朴茨茅斯                                                       | 1680年 | 英属新罕布什爾省首府。 |
| 新罕布什尔州 1776年建制 | 波士顿（马萨诸塞州）                                           | 1686年 | 英属美洲新英格蘭自治領首府。 |
| 新罕布什尔州 1776年建制 | 朴茨茅斯                                                       | 1689年 | 新罕布什爾省持不同政见的首府。 |
| 新罕布什尔州 1776年建制 | 朴茨茅斯                                                       | 1691年 | 英属新罕布什爾省首府。 |
| 新罕布什尔州 1776年建制 | 朴茨茅斯                                                       | 1698年 | 英属新罕布什爾省首府，受马萨诸塞湾省皇家总督管辖。                                                                                         |
| 新罕布什尔州 1776年建制 | 朴茨茅斯                                                       | 1707年 | 大不列顛新罕布什爾省首府，受马萨诸塞湾省皇家总督管辖。                                                                                     |
| 新罕布什尔州 1776年建制 | 朴茨茅斯                                                       | 1741年 | 大不列顛新罕布什爾省首府。 |
| 新罕布什尔州 1776年建制 | 埃克塞特                                                       | 1775年 | 美國獨立戰爭新罕布什尔州政府所在地。 |
| 新罕布什尔州 1776年建制 | 埃克塞特                                                       | 1776年 | 新罕布什尔州首府。 |
| 新罕布什尔州 1776年建制 | 康科德                                                         | 1808年 | 新罕布什尔州首府。 |
| 新泽西州 1776年建制     | 阿姆斯特丹堡 → 纽约（纽约州）                                  | 1625年 | 荷属新尼德兰殖民地首府。 |
| 新泽西州 1776年建制     | 阿姆斯特丹堡 → 纽约（纽约州）                                  | 1652年 | 荷属新尼德兰省首府。 |
| 新泽西州 1776年建制     | 阿姆斯特丹堡 → 纽约（纽约州）                                  | 1664年 | 英属纽约省首府 |
| 新泽西州 1776年建制     | 伊麗莎白鎮（今伊麗莎白）                                       | 1665年 | 英属新泽西省首府。 |
| 新泽西州 1776年建制     | 珀斯安博伊                                                     | 1673年 | 1673年至1688年英属東澤西省首府。 |
| 新泽西州 1776年建制     | 伯靈頓                                                         | 1673年 | 1673年至1688年英属西澤西省首府。 |
| 新泽西州 1776年建制     | 波士顿（马萨诸塞州）                                           | 1688年 | 1688年至1689年英属美洲新英格蘭自治領首府。                                                                                                 |
| 新泽西州 1776年建制     | 珀斯安博伊                                                     | 1689年 | 1689年治1702年英属東澤西省首府。 |
| 新泽西州 1776年建制     | 伯靈頓                                                         | 1689年 | 1689年至1702年英属西澤西省首府。 |
| 新泽西州 1776年建制     | 联合首府                                                       | 1702年 | 1702年，东泽西和西泽西重新统一为英属新泽西省，珀斯安博伊和伯靈頓共同作为首府，直到1784年为止。                                             |
| 新泽西州 1776年建制     | 联合首府                                                       | 1707年 | 大不列顛新泽西省共同首府。 |
| 新泽西州 1776年建制     | 联合首府                                                       | 1776年 | 新泽西州共同首府。 |
| 新泽西州 1776年建制     | 特伦顿                                                         | 1784年 | 新泽西州首府。 （1784年美利坚合众国首都）                                                                                                  |
| 新墨西哥州 1912年建制   | 圣胡安德洛斯卡瓦耶罗斯                                         | 1598年 | 西属新西班牙總督轄區新墨西哥聖菲省首府。                                                                                                   |
| 新墨西哥州 1912年建制   | 圣方济的神圣信仰皇家城市                                       | 1610年 | 西属新西班牙總督轄區新墨西哥聖菲省首府。                                                                                                   |
| 新墨西哥州 1912年建制   | 北埃尔帕索（今奇瓦瓦州华雷斯城）                               | 1680年 | 西属新西班牙總督轄區新墨西哥聖菲省流亡政府所在地（1680年至1692年普韦布洛起义）。                                                           |
| 新墨西哥州 1912年建制   | 圣方济的神圣信仰皇家城市 → 圣菲                                | 1692年 | 西属新西班牙總督轄區新墨西哥聖菲省首府。                                                                                                   |
| 新墨西哥州 1912年建制   | 圣方济的神圣信仰皇家城市 → 圣菲                                | 1821年 | 墨属新墨西哥聖菲省首府。 |
| 新墨西哥州 1912年建制   | 圣方济的神圣信仰皇家城市 → 圣菲                                | 1824年 | 墨属新墨西哥聖菲领地首府。 |
| 新墨西哥州 1912年建制   | 圣方济的神圣信仰皇家城市 → 圣菲                                | 1846年 | 1846年美属新墨西哥军政府所在地。 |
| 新墨西哥州 1912年建制   | 圣方济的神圣信仰皇家城市 → 圣菲                                | 1846年 | 1846年至1850年美属新墨西哥临时政府所在地。                                                                                                 |
| 新墨西哥州 1912年建制   | 圣方济的神圣信仰皇家城市 → 圣菲                                | 1850年 | 1850年至1912年美属新墨西哥領地首府。 |
| 新墨西哥州 1912年建制   | 圣方济的神圣信仰皇家城市 → 圣菲                                | 1912年 | 新墨西哥州首府。 |
| 纽约州 1776年建制       | 阿姆斯特丹堡 → 新阿姆斯特丹 → 纽约 → 新奥兰治 → 纽约           | 1625年 | 荷属新尼德兰（新比利时）首府。 |
| 纽约州 1776年建制       | 阿姆斯特丹堡 → 新阿姆斯特丹 → 纽约 → 新奥兰治 → 纽约           | 1652年 | 荷属新尼德兰省首府。 |
| 纽约州 1776年建制       | 阿姆斯特丹堡 → 新阿姆斯特丹 → 纽约 → 新奥兰治 → 纽约           | 1664年 | 英属纽约省首府。 |
| 纽约州 1776年建制       | 阿姆斯特丹堡 → 新阿姆斯特丹 → 纽约 → 新奥兰治 → 纽约           | 1673年 | 荷属新尼德兰军政府所在地。 |
| 纽约州 1776年建制       | 阿姆斯特丹堡 → 新阿姆斯特丹 → 纽约 → 新奥兰治 → 纽约           | 1674年 | 英属纽约省首府。 |
| 纽约州 1776年建制       | 波士顿（马萨诸塞州）                                           | 1688年 | 英属美洲新英格蘭自治領首府。 |
| 纽约州 1776年建制       | 纽约                                                           | 1689年 | 纽约持不同政见的首府（1689年至1691年萊斯勒叛亂）。                                                                                         |
| 纽约州 1776年建制       | 纽约                                                           | 1691年 | 英属纽约省首府。 |
| 纽约州 1776年建制       | 纽约                                                           | 1707年 | 大不列顛纽约省首府。 |
| 纽约州 1776年建制       | 纽约                                                           | 1776年 | 纽约州首府。 |
| 纽约州 1776年建制       | 金斯頓                                                         | 1777年 | 纽约州首府。 |
| 纽约州 1776年建制       | 赫尔利                                                         | 1777年 | 纽约州首府。 |
| 纽约州 1776年建制       | 波啟浦夕                                                       | 1777年 | 纽约州首府。 |
| 纽约州 1776年建制       | 纽约                                                           | 1788年 | 纽约州首府。 （1785年至1788年及1789年至1790年美利坚合众国首都）                                                                            |
| 纽约州 1776年建制       | 奥尔巴尼                                                       | 1797年 | 纽约州首府。 |
| 北卡罗来纳州 1776年建制 | 聖奧古斯丁（佛羅里達州）                                       | 1565年 | 西属佛羅里達省首府。 |
| 北卡罗来纳州 1776年建制 | 查尔斯顿（南卡罗来纳州）                                       | 1670年 | 英属卡羅萊納省首府。 |
| 北卡罗来纳州 1776年建制 | 查尔斯顿（南卡罗来纳州）                                       | 1707年 | 大不列顛卡羅萊納省首府。 |
| 北卡罗来纳州 1776年建制 | 紐伯恩                                                         | 1712年 | 大不列顛北卡罗来纳省首府。 |
| 北卡罗来纳州 1776年建制 | 紐伯恩                                                         | 1776年 | 北卡罗来纳州首府。 |
| 北卡罗来纳州 1776年建制 | 費耶特維爾                                                     | 1789年 | 北卡罗来纳州首府。 |
| 北卡罗来纳州 1776年建制 | 罗利                                                           | 1794年 | 北卡罗来纳州首府。 |
| 北达科他州 1889年建制   | 圣路易斯（密苏里州）                                           | 1765年 | 西属（虽然主要以法语为主）上路易斯安那区首府。                                                                                             |
| 北达科他州 1889年建制   | 圣路易斯（密苏里州）                                           | 1800年 | 法属上路易斯安那区首府。 |
| 北达科他州 1889年建制   | 圣路易斯（密苏里州）                                           | 1804年 | 路易斯安那特区首府（印第安纳领地控制）。                                                                                                   |
| 北达科他州 1889年建制   | 圣路易斯（密苏里州）                                           | 1805年 | 路易斯安那领地首府。 |
| 北达科他州 1889年建制   | 圣路易斯（密苏里州）                                           | 1812年 | 密苏里领地首府（1812年至1821年）。 |
| 北达科他州 1889年建制   | 底特律（密歇根州）                                             | 1834年 | 密歇根领地首府（1834年至1836年密苏里河和白土河以东）。                                                                                     |
| 北达科他州 1889年建制   | 貝爾蒙特（威斯康星州）                                         | 1836年 | 威斯康星領地首府（1836年至1838年密苏里河和白土河以东）。                                                                                   |
| 北达科他州 1889年建制   | 伯灵顿（艾奥瓦州）                                             | 1837年 | 威斯康星領地首府（1836年至1838年密苏里河和白土河以东）。                                                                                   |
| 北达科他州 1889年建制   | 伯灵顿（艾奥瓦州）                                             | 1838年 | 艾奥瓦领地首府（1838年至1846年密苏里河和白土河以东）。                                                                                     |
| 北达科他州 1889年建制   | 愛荷華城（艾奥瓦州）                                           | 1841年 | 艾奥瓦领地首府（1838年至1846年密苏里河和白土河以东）。                                                                                     |
| 北达科他州 1889年建制   | 圣保罗（明尼苏达州）                                           | 1849年 | 明尼蘇達領地首府（1849年至1858年密苏里河和白土河以东）。                                                                                   |
| 北达科他州 1889年建制   | 奥马哈（内布拉斯加州）                                         | 1854年 | 內布拉斯加領地首府（1854年至1861年密苏里河或白土河以西）。                                                                                 |
| 北达科他州 1889年建制   | 扬克顿（南达科他州）                                           | 1861年 | 達科他領地首府。 |
| 北达科他州 1889年建制   | 俾斯麥                                                         | 1883年 | 達科他領地首府。 |
| 北达科他州 1889年建制   | 俾斯麥                                                         | 1889年 | 北达科他州首府。 |
| 俄亥俄州 1803年建制     | 玛丽埃塔                                                       | 1788年 | 俄亥俄河西北领地首府。 |
| 俄亥俄州 1803年建制     | 奇利科西                                                       | 1800年 | 俄亥俄河西北领地首府。 |
| 俄亥俄州 1803年建制     | 奇利科西                                                       | 1803年 | 俄亥俄州首府。 |
| 俄亥俄州 1803年建制     | 曾斯維爾                                                       | 1810年 | 俄亥俄州首府。 |
| 俄亥俄州 1803年建制     | 奇利科西                                                       | 1812年 | 俄亥俄州首府。 |
| 俄亥俄州 1803年建制     | 哥伦布                                                         | 1816年 | 俄亥俄州首府。 |
| 奧克拉荷馬州 1907年建制 | 圣路易斯（密苏里州）                                           | 1765年 | 西属（虽然主要以法语为主）上路易斯安那区首府。                                                                                             |
| 奧克拉荷馬州 1907年建制 | 圣路易斯（密苏里州）                                           | 1800年 | 法属上路易斯安那区首府。 |
| 奧克拉荷馬州 1907年建制 | 圣路易斯（密苏里州）                                           | 1804年 | 路易斯安那特区首府（印第安纳领地控制）。                                                                                                   |
| 奧克拉荷馬州 1907年建制 | 圣路易斯（密苏里州）                                           | 1805年 | 路易斯安那领地首府。 |
| 奧克拉荷馬州 1907年建制 | 圣路易斯（密苏里州）                                           | 1812年 | 密苏里领地首府。 |
| 奧克拉荷馬州 1907年建制 | 阿肯色站（阿肯色州）                                           | 1819年 | 阿肯色领地首府（1819年至1824年北緯36度30分線以南，1824年至1828年東南奧克拉荷馬）。                                                         |
| 奧克拉荷馬州 1907年建制 | 小岩城（阿肯色州）                                             | 1821年 | 阿肯色领地首府（1819年至1824年北緯36度30分線以南，1824年至1828年東南奧克拉荷馬）。                                                         |
| 奧克拉荷馬州 1907年建制 | 吉布森堡                                                       | 1824年 | 印第安领地事实上的首府。 |
| 奧克拉荷馬州 1907年建制 | 塔勒夸                                                         | 1838年 | 切罗基族首府。 |
| 奧克拉荷馬州 1907年建制 | 图斯卡霍马                                                     | 1838年 | 喬克托族首府。 |
| 奧克拉荷馬州 1907年建制 | 迪舍明戈                                                       | 1855年 | 奇克索族首府。 |
| 奧克拉荷馬州 1907年建制 | 韦沃卡                                                         | 1866年 | 塞米諾爾族首府。 |
| 奧克拉荷馬州 1907年建制 | 奧克馬爾吉                                                     | 1867年 | 克里克族首府。 |
| 奧克拉荷馬州 1907年建制 | 波哈斯卡                                                       | 1872年 | 歐塞奇族首府。 |
| 奧克拉荷馬州 1907年建制 | 加斯里                                                         | 1889年 | 俄克拉荷馬領地首府。 |
| 奧克拉荷馬州 1907年建制 | 加斯里                                                         | 1907年 | 奧克拉荷馬州首府。 |
| 奧克拉荷馬州 1907年建制 | 奧克拉荷馬城                                                   | 1910年 | 奧克拉荷馬州首府。 |
| 俄勒冈州 1859年建制     | 尚波格                                                         | 1843年 | 俄勒岡國有争议的临时首府。 |
| 俄勒冈州 1859年建制     | 俄勒冈城                                                       | 1843年 | 俄勒岡國成立俄勒冈临时政府所在地。 |
| 俄勒冈州 1859年建制     | 俄勒冈城                                                       | 1848年 | 俄勒岡領地首府。 |
| 俄勒冈州 1859年建制     | 塞勒姆                                                         | 1851年 | 俄勒岡領地首府。 |
| 俄勒冈州 1859年建制     | 科瓦利斯                                                       | 1855年 | 俄勒岡領地首府。 |
| 俄勒冈州 1859年建制     | 塞勒姆                                                         | 1855年 | 俄勒岡領地首府。 |
| 俄勒冈州 1859年建制     | 塞勒姆                                                         | 1859年 | 俄勒冈州首府。 |
| 宾夕法尼亚州 1776年建制 | 克里斯蒂娜堡                                                   | 1638年 | 瑞属新瑞典殖民地首府。 |
| 宾夕法尼亚州 1776年建制 | 費城                                                           | 1682年 | 英属私有宾夕法尼亚殖民地首府。 |
| 宾夕法尼亚州 1776年建制 | 費城                                                           | 1707年 | 大不列顛私有宾夕法尼亚殖民地首府。 |
| 宾夕法尼亚州 1776年建制 | 費城                                                           | 1776年 | 宾夕法尼亚邦首府。 （1776年、1777年、1778年至1783年及1790年至1800年美利坚合众国首都）                                                      |
| 宾夕法尼亚州 1776年建制 | 兰开斯特                                                       | 1799年 | 宾夕法尼亚邦首府。 （1777年美利坚合众国首都）                                                                                              |
| 宾夕法尼亚州 1776年建制 | 哈里斯堡                                                       | 1812年 | 宾夕法尼亚邦首府。 |
| 羅德島州 1776年建制     | 普罗维登斯                                                     | 1636年 | 1636年至1644年英属普罗维登斯殖民地首府。                                                                                                   |
| 羅德島州 1776年建制     | 朴茨茅斯                                                       | 1639年 | 1639年至1644年英属阿奎德內克島殖民地首府。                                                                                                 |
| 羅德島州 1776年建制     | 朴茨茅斯                                                       | 1644年 | 英属羅德島殖民地首府。 |
| 羅德島州 1776年建制     | 普罗维登斯                                                     | 1644年 | 英属羅德島及普羅維登斯莊園殖民地首府。 |
| 羅德島州 1776年建制     | 波士顿（马萨诸塞州）                                           | 1686年 | 英属美洲新英格蘭自治領首府。 |
| 羅德島州 1776年建制     | 普罗维登斯                                                     | 1689年 | 英属羅德島及普羅維登斯莊園殖民地首府。 |
| 羅德島州 1776年建制     | 普罗维登斯                                                     | 1707年 | 大不列顛羅德島及普羅維登斯莊園殖民地首府。                                                                                                 |
| 羅德島州 1776年建制     | 联合五府                                                       | 1776年 | 从1776年至1853年，羅德島及普羅維登斯莊園州的立法机构在该州五县的县城之间轮流担任，即：普罗维登斯、纽波特、东格林尼治、南京斯頓和布里斯托。 |
| 羅德島州 1776年建制     | 联合首府                                                       | 1854年 | 从1854年至1899年，羅德島及普羅維登斯莊園州的立法机构在普罗维登斯和纽波特轮流召开会议。                                                     |
| 羅德島州 1776年建制     | 普罗维登斯                                                     | 1900年 | 羅德島及普羅維登斯莊園州首府。 |
| 羅德島州 1776年建制     | 普罗维登斯                                                     | 2020年 | 羅德島州首府。 |
| 南卡罗来纳州 1776年建制 | 查尔斯福特（佛罗里达州）                                       | 1562年 | 法属佛羅里達首府。 |
| 南卡罗来纳州 1776年建制 | 聖奧古斯丁（佛羅里達州）                                       | 1565年 | 西属佛羅里達省首府。 |
| 南卡罗来纳州 1776年建制 | 查尔斯顿                                                       | 1670年 | 英属卡羅萊納省首府。 |
| 南卡罗来纳州 1776年建制 | 查尔斯顿                                                       | 1707年 | 大不列顛卡羅萊納省首府。 |
| 南卡罗来纳州 1776年建制 | 查尔斯顿                                                       | 1712年 | 大不列顛南卡羅萊納省首府。 |
| 南卡罗来纳州 1776年建制 | 查尔斯顿                                                       | 1776年 | 南卡罗来纳州首府。 |
| 南卡罗来纳州 1776年建制 | 哥伦比亚                                                       | 1786年 | 南卡罗来纳州首府。 |
| 南达科他州 1889年建制   | 圣路易斯（密苏里州）                                           | 1765年 | 西属（虽然主要以法语为主）上路易斯安那区首府。                                                                                             |
| 南达科他州 1889年建制   | 圣路易斯（密苏里州）                                           | 1800年 | 法属上路易斯安那区首府。 |
| 南达科他州 1889年建制   | 圣路易斯（密苏里州）                                           | 1804年 | 路易斯安那特区首府（印第安纳领地控制）。                                                                                                   |
| 南达科他州 1889年建制   | 圣路易斯（密苏里州）                                           | 1805年 | 路易斯安那领地首府。 |
| 南达科他州 1889年建制   | 圣路易斯（密苏里州）                                           | 1812年 | 密苏里领地首府（1812年至1821年）。 |
| 南达科他州 1889年建制   | 底特律（密西根州）                                             | 1834年 | 密歇根领地首府（1834年至1836年密苏里河以东）。                                                                                             |
| 南达科他州 1889年建制   | 貝爾蒙特（威斯康星州）                                         | 1836年 | 威斯康星領地首府（1836年至1838年密苏里河以东）。                                                                                           |
| 南达科他州 1889年建制   | 伯灵顿（艾奥瓦州）                                             | 1837年 | 威斯康星領地首府（1836年至1838年密苏里河以东）。                                                                                           |
| 南达科他州 1889年建制   | 伯灵顿（艾奥瓦州）                                             | 1838年 | 艾奥瓦领地首府（1838年至1846年密苏里河以东）。                                                                                             |
| 南达科他州 1889年建制   | 愛荷華城（艾奥瓦州）                                           | 1841年 | 艾奥瓦领地首府（1838年至1846年密苏里河以东）。                                                                                             |
| 南达科他州 1889年建制   | 圣保罗（明尼苏达州）                                           | 1849年 | 明尼蘇達領地首府（1849年至1858年密苏里河以东）。                                                                                           |
| 南达科他州 1889年建制   | 奥马哈（内布拉斯加州）                                         | 1854年 | 內布拉斯加領地首府（1854年至1861年密苏里河以西）。                                                                                         |
| 南达科他州 1889年建制   | 扬克顿                                                         | 1861年 | 達科他領地首府。 |
| 南达科他州 1889年建制   | 俾斯麥（北達科塔州）                                           | 1883年 | 達科他領地首府。 |
| 南达科他州 1889年建制   | 皮尔                                                           | 1889年 | 南达科他州首府。 |
| 田纳西州 1796年建制     | 紐伯恩（北卡羅萊納州）                                         | 1712年 | 大不列顛北卡罗来纳省首府。 |
| 田纳西州 1796年建制     | 紐伯恩（北卡羅萊納州）                                         | 1776年 | 北卡罗来纳州首府。 |
| 田纳西州 1796年建制     | 落基山                                                         | 1790年 | 俄亥俄河西北领地首府。 |
| 田纳西州 1796年建制     | 怀特斯堡 → 諾克斯維爾                                          | 1791年 | 俄亥俄河西北领地首府。 |
| 田纳西州 1796年建制     | 怀特斯堡 → 諾克斯維爾                                          | 1796年 | 田纳西州首府。 |
| 田纳西州 1796年建制     | 金斯顿                                                         | 1807年 | 1807年作为田纳西州的一日首府，履行与切罗基族的条约义务。                                                                                   |
| 田纳西州 1796年建制     | 諾克斯維爾                                                     | 1807年 | 田纳西州首府。 |
| 田纳西州 1796年建制     | 纳什维尔                                                       | 1812年 | 田纳西州首府。 |
| 田纳西州 1796年建制     | 諾克斯維爾                                                     | 1817年 | 田纳西州首府。 |
| 田纳西州 1796年建制     | 默弗里斯伯勒                                                   | 1818年 | 田纳西州首府。 |
| 田纳西州 1796年建制     | 纳什维尔                                                       | 1826年 | 田纳西州首府。 |
| 德克萨斯州 1845年建制   | 洛斯阿达斯（路易斯安那州）                                     | 1729年 | 西属德克薩斯省首府。 |
| 德克萨斯州 1845年建制   | 圣安东尼奥德比尔（今圣安东尼奥）                               | 1772年 | 西属德克薩斯省首府。 |
| 德克萨斯州 1845年建制   | 萨尔蒂约（科阿韦拉州）                                         | 1824年 | 墨属科阿韋拉和德克薩斯省首府。 |
| 德克萨斯州 1845年建制   | 蒙克洛瓦（科阿韦拉州）                                         | 1833年 | 墨属科阿韋拉和德克薩斯省首府。 |
| 德克萨斯州 1845年建制   | 圣费利佩德奥斯汀                                               | 1835年 | 得克萨斯临时政府所在地。 |
| 德克萨斯州 1845年建制   | 華盛頓（今布拉索斯河畔華盛頓）                                 | 1836年 | 德克萨斯共和国首府。 |
| 德克萨斯州 1845年建制   | 加爾維斯敦                                                     | 1836年 | 德克萨斯共和国首府。 |
| 德克萨斯州 1845年建制   | 哈里斯堡                                                       | 1836年 | 德克萨斯共和国首府。 |
| 德克萨斯州 1845年建制   | 韋拉斯科                                                       | 1836年 | 德克萨斯共和国首府。 |
| 德克萨斯州 1845年建制   | 哥伦比亚                                                       | 1836年 | 德克萨斯共和国首府。 |
| 德克萨斯州 1845年建制   | 休斯敦                                                         | 1837年 | 德克萨斯共和国首府。 |
| 德克萨斯州 1845年建制   | 奧斯汀                                                         | 1839年 | 德克萨斯共和国首府。 |
| 德克萨斯州 1845年建制   | 奧斯汀                                                         | 1845年 | 德克萨斯州首府。 |
| 犹他州 1896年建制       | 盐湖城                                                         | 1849年 | 德撒律州法外首府。 |
| 犹他州 1896年建制       | 菲尔莫尔                                                       | 1850年 | 犹他领地首府。 |
| 犹他州 1896年建制       | 盐湖城                                                         | 1858年 | 犹他领地首府。 |
| 犹他州 1896年建制       | 盐湖城                                                         | 1896年 | 犹他州首府。 |
| 佛蒙特州 1791年建制     | 西敏                                                           | 1777年 | 新康涅狄格共和国首府。 |
| 佛蒙特州 1791年建制     | 温莎                                                           | 1777年 | 新康涅狄格共和国首府。 |
| 佛蒙特州 1791年建制     | 温莎                                                           | 1777年 | 佛蒙特共和国首府。 |
| 佛蒙特州 1791年建制     | 温莎                                                           | 1791年 | 佛蒙特州首府。 |
| 佛蒙特州 1791年建制     | 蒙彼利埃                                                       | 1805年 | 佛蒙特州首府。 |
| 弗吉尼亚州 1776年建制   | 聖奧古斯丁（佛羅里達州）                                       | 1565年 | 西属佛羅里達省首府。 |
| 弗吉尼亚州 1776年建制   | 詹姆斯敦                                                       | 1607年 | 英属弗吉尼亚殖民地首府。 |
| 弗吉尼亚州 1776年建制   | 中部种植园 → 威廉斯堡                                          | 1698年 | 英属弗吉尼亚殖民地首府。 |
| 弗吉尼亚州 1776年建制   | 中部种植园 → 威廉斯堡                                          | 1707年 | 大不列顛弗吉尼亚殖民地首府。 |
| 弗吉尼亚州 1776年建制   | 中部种植园 → 威廉斯堡                                          | 1776年 | 弗吉尼亚邦首府。 |
| 弗吉尼亚州 1776年建制   | 里士满                                                         | 1780年 | 弗吉尼亚邦首府。 （1861年至1865年美利堅聯盟國首都） （1861年至1863年及1863年至1865年期间，惠灵和亚历山德里亚存在一个敌对的亲联邦州政府）   |
| 华盛顿州 1889年建制     | 尚波格（俄勒冈州）                                             | 1843年 | 俄勒岡國有争议的临时首府。 |
| 华盛顿州 1889年建制     | 俄勒冈城（俄勒冈州）                                           | 1843年 | 俄勒岡國成立俄勒冈临时政府所在地。 |
| 华盛顿州 1889年建制     | 俄勒冈城（俄勒冈州）                                           | 1848年 | 俄勒岡領地首府。 |
| 华盛顿州 1889年建制     | 塞勒姆（俄勒冈州）                                             | 1851年 | 俄勒岡領地首府。 |
| 华盛顿州 1889年建制     | 奧林匹亞                                                       | 1853年 | 华盛顿领地首府。 |
| 华盛顿州 1889年建制     | 奧林匹亞                                                       | 1889年 | 华盛顿州首府。 |
| 西維吉尼亞州 1863年建制 | 詹姆斯敦（維吉尼亞州）                                         | 1619年 | 英属弗吉尼亚殖民地首府。 |
| 西維吉尼亞州 1863年建制 | 中部种植园 → 威廉斯堡（弗吉尼亚州）                            | 1698年 | 英属弗吉尼亚殖民地首府。 |
| 西維吉尼亞州 1863年建制 | 中部种植园 → 威廉斯堡（弗吉尼亚州）                            | 1707年 | 大不列顛弗吉尼亚殖民地首府。 |
| 西維吉尼亞州 1863年建制 | 中部种植园 → 威廉斯堡（弗吉尼亚州）                            | 1776年 | 弗吉尼亚邦首府。 |
| 西維吉尼亞州 1863年建制 | 里士满（弗吉尼亚州）                                           | 1780年 | 弗吉尼亚邦首府。 |
| 西維吉尼亞州 1863年建制 | 惠灵                                                           | 1861年 | 弗吉尼亚邦敌对的亲联邦州政府。 |
| 西維吉尼亞州 1863年建制 | 惠灵                                                           | 1863年 | 西維吉尼亞州首府。 |
| 西維吉尼亞州 1863年建制 | 查尔斯顿                                                       | 1870年 | 西維吉尼亞州首府。 |
| 西維吉尼亞州 1863年建制 | 惠灵                                                           | 1875年 | 西維吉尼亞州首府。 |
| 西維吉尼亞州 1863年建制 | 查尔斯顿                                                       | 1885年 | 西維吉尼亞州首府。 |
| 威斯康辛州 1848年建制   | 玛丽埃塔（俄亥俄州）                                           | 1788年 | 俄亥俄河西北领地首府。 |
| 威斯康辛州 1848年建制   | 温森斯（印第安纳州）                                           | 1800年 | 印第安纳领地首府。 |
| 威斯康辛州 1848年建制   | 卡斯卡斯基亞（伊利諾伊州）                                     | 1809年 | 伊利諾領地首府。 |
| 威斯康辛州 1848年建制   | 底特律（密歇根州）                                             | 1818年 | 密歇根领地首府。 |
| 威斯康辛州 1848年建制   | 貝爾蒙特                                                       | 1836年 | 威斯康星領地首府。 |
| 威斯康辛州 1848年建制   | 伯灵顿（艾奥瓦州）                                             | 1837年 | 威斯康星領地首府。 |
| 威斯康辛州 1848年建制   | 麦迪逊                                                         | 1838年 | 威斯康星領地首府。 |
| 威斯康辛州 1848年建制   | 麦迪逊                                                         | 1848年 | 威斯康辛州首府。 |
| 怀俄明州 1890年建制     | 刘易斯顿（爱达荷州）                                           | 1863年 | 愛達荷領地首府。 |
| 怀俄明州 1890年建制     | 扬克顿（南达科他州）                                           | 1864年 | 達科他領地首府。 |
| 怀俄明州 1890年建制     | 夏延                                                           | 1869年 | 懷俄明領地首府。 |
| 怀俄明州 1890年建制     | 夏延                                                           | 1890年 | 怀俄明州首府。 |

## 注解
1. 1 2  1775年5月10日，英属美洲殖民地召开第二届大陆会议，并于1776年7月4日通过独立宣言，宣布十三殖民地脱离英国独立，正式成立美利坚合众国；美国独立之后，会议一直持续到1776年12月12日结束。
2. ↑  英国占领费城期间，独立厅遭到严重破坏，因此需要这个临时的会议场所。
3. ↑  由于士兵引发的骚乱事件，议会被迫从费城迁出，参见：1783年宾夕法尼亚兵变。
4. ↑  1799年8月至11月，费城爆发黄热病疫情，政府办公室被迫短暂疏散到特伦顿。
5. ↑  1791年，华盛顿市（City of Washington）成立，这块土地在仍属于马里兰州的时候，就已经展开新首都的建设工程；1800年11月1日，约翰·亚当斯总统作为首位进驻华盛顿的美国总统，正式入主白宫，第六届美国国会于该年11月17日在华盛顿举行第一次会议；1801年2月27日，哥伦比亚特区（District of Columbia）根据《1801年哥伦比亚特区组织建制法案》成立。[16]
6. ↑  1814年8月24日至25日，华盛顿大火发生之后，詹姆斯·麦迪逊总统逃到布鲁克维尔居民卡莱布·本特利的家中；因此，该镇声称自己是“美国的一日首都”，尽管国会从未在那里进行过会议。[17]
7. 1 2 3 4 5 6 7 8  西班牙所称的“佛罗里达”（La Florida）最初指的是墨西哥以北的整个美洲大陆，后来随着其他欧洲国家殖民北美，西班牙领土主张的“佛罗里达”范围，收缩到仅剩现今美国东南部的领土。
8. ↑  1859年12月3日至1861年12月3日，丹佛城正式称为丹佛、奥拉里亚和高地城（英语：History of Denver）。
9. ↑  1902年11月15日，丹佛城改称为丹佛市郡。
10. ↑  路易斯安那州首府的信息可能不正确或不完整。参见：.   [2006-06-28]. （原始内容存档于2006-06-15）.

## 衍生阅读
- Christian Montes. American Capitals: A Historical Geography (University of Chicago Press; 2014) 394 pages; scholarly study of geographic and other factors that have shaped the designation of capitals in all 50 states